# Thời trang

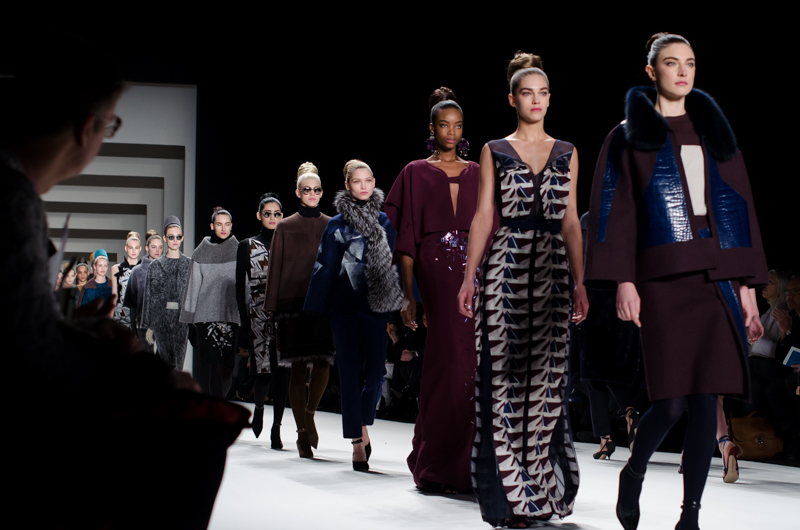
Người mẫu trên sàn diễn thời trang trong một chương trình thời trang năm 2004.

Thời trang là một sự thể hiện thẩm mỹ phổ biến tại một thời gian, địa điểm cụ thể, trong một bối cảnh cụ thể bằng cách sử dụng quần áo, giày dép, lối sống, phụ kiện, cách trang điểm, kiểu tóc và tỷ lệ cơ thể. Không như xu hướng thường chỉ bao hàm một sự thể hiện thẩm mỹ riêng biệt và thường kéo dài ngắn hơn một mùa, thời trang là sự thể hiện đặc biệt, được hỗ trợ bởi ngành công nghiệp thời trang mà thường gắn liền với các mùa và bộ sưu tập. Phong cách là một biểu hiện kéo dài qua nhiều mùa và thường được kết nối với các phong trào văn hóa và các dấu hiệu xã hội, biểu tượng, giai cấp và văn hóa (ví dụ: Baroque, Rococo...). Theo nhà xã hội học Pierre Bourdieu, thời trang có nghĩa là "thời trang mới nhất, sự khác biệt mới nhất".
Dù thường được sử dụng cùng nhau, thuật ngữ thời trang khác với quần áo và trang phục. Thuật ngữ đầu tiên mô tả chất liệu và kỹ thuật may mặc, trong khi thuật ngữ thứ hai được dùng để chỉ sự cảm nhận đặc biệt như ăn mặc sang trọng hoặc hóa trang. Thay vào đó, thời trang mô tả một hệ thống xã hội và thời gian "kích hoạt" việc ăn mặc thành một dấu hiệu xã hội trong một thời điểm và bối cảnh nhất định. Triết gia Giorgio Agamben liên hệ thời trang với cường độ hiện tại của thời điểm định tính, với khía cạnh thời gian mà tiếng Hy Lạp gọi là kairos, còn quần áo thuộc về định lượng, là cái mà người Hy Lạp gọi là Chronos.
Các thương hiệu độc mong muốn hướng đến danh hiệu haute couture, nhưng thực ra thuật ngữ này chỉ dành cho các thành viên của hội Chambre Syndicale de la Haute Couture ở Paris. Nó mang nhiều khát vọng và được truyền cảm hứng từ nghệ thuật, văn hóa và phong trào và mang bản chất độc nhất vô nhị.
Sản xuất hàng loạt các mặt hàng thời trang tiêu dùng với giá rẻ hơn và có sức phủ sóng toàn cầu ngày càng tăng, khiến cho sự bền vững đã trở thành một vấn đề cấp bách giữa các chính trị gia, nhãn hiệu và người tiêu dùng.

## Thời trang quần áo
Vào thời sơ khai, những du khách phương Tây du lịch đến Ấn Độ, Ba Tư, Thổ Nhĩ Kỳ hoặc Trung Quốc, thường nhận xét rằng sao nơi đây không có biến chuyển về thời trang. Thư ký người Nhật của shōgun khoe khoang (không hẳn chính xác) với một người khách đến từ Tây Ban Nha vào năm 1609 rằng quần áo Nhật Bản đã không thay đổi trong hơn một ngàn năm qua. Tuy nhiên, có bằng chứng đáng kể vào thời nhà Minh Trung Quốc về sự thay đổi nhanh chóng của thời trang quần áo Trung Quốc. Những thay đổi về trang phục thường diễn ra vào những thời điểm thay đổi kinh tế hoặc xã hội, giống như đã xảy ra ở La Mã cổ đại và Caliphate thời trung cổ, sau đó là một thời gian dài mà không có những thay đổi đáng kể nào. Ở Tây Ban Nha Moorish thế kỷ thứ 8, nhạc sĩ Ziryab đã giới thiệu cho Córdoba các kiểu quần áo phức tạp dựa trên thời trang theo mùa và thời trang hàng ngày từ quê hương Baghdad của anh, được chỉnh sửa dựa trên các nguồn cảm hứng. Những thay đổi tương tự trong thời trang đã diễn ra vào thế kỷ 11 ở Trung Đông sau sự xuất hiện của người Thổ Nhĩ Kỳ. Họ đã giới thiệu phong cách quần áo từ Trung Á và Viễn Đông.
Ở Tây Phi cũng có một lịch sử lâu đời về thời trang. Người ta sử dụng Vải như một hình thức tiền tệ để giao thương với người Bồ Đào Nha và Hà Lan vào đầu thế kỷ 16. Vải được sản xuất trong nước và hàng nhập khẩu rẻ hơn của châu Âu đã được tập hợp thành những kiểu dáng mới để phù hợp với tầng lớp thượng lưu ngày càng tăng của người Tây Phi và những người buôn bán vàng và nô lệ. Có một truyền thống dệt vải đặc biệt mạnh mẽ ở Oyo và các khu vực sinh sống của người Igbo.
Có thể xác định một cách tương đối thời gian khởi đầu cho sự thay đổi liên tục và ngày càng nhanh chóng trong các phong cách quần áo ở Châu Âu. Các nhà sử học, bao gồm James Laver và Fernand Braudel, xác định thời kỳ bắt đầu của thời trang phương Tây trong quần áo là vào giữa thế kỷ 14, mặc dù họ có xu hướng dựa nhiều vào hình ảnh đương đại và các bản thảo được chiếu sáng không phổ biến trước thời kì đó. Sự thay đổi ban đầu đáng kể nhất trong thời trang là sự cắt ngắn và bó gọn y phục dành cho nam giới từ dài ngang bắp chân đến chỉ vừa đủ che mông, đôi khi còn độn một ít vào ngực để khiến nó trông vạm vỡ hơn. Điều này đã tạo ra đường nét phương Tây đặc trưng của một chiếc áo được thiết kế riêng mặc bên ngoài quần legging hoặc quần tây.
Tốc độ thay đổi đã tăng nhanh đáng kể trong thế kỷ sau, và thời trang của phụ nữ và nam giới trở nên phức tạp như nhau, đặc biệt là trong việc ăn mặc và trang điểm cho mái tóc. Do đó, các nhà sử học nghệ thuật có thể sử dụng thời trang một cách tự tin và chính xác để xác định niên đại hình ảnh, thường với sai số năm năm, đặc biệt là hình ảnh từ thế kỷ 15. Ban đầu, những thay đổi trong thời trang dẫn đến sự phân hóa giữa các tầng lớp thượng lưu của châu Âu về phong cách ăn mặc rất giống nhau trước đây và sự phát triển sau đó của các phong cách dân tộc đặc biệt. Những phong cách quốc gia này vẫn rất khác nhau cho đến khi một phong trào phản đối vào thế kỷ 17–18 áp đặt những phong cách tương tự một lần nữa, chủ yếu bắt nguồn từ Ancien Régime Pháp. Mặc dù người giàu thường dẫn đầu thời trang, nhưng sự giàu có ngày càng tăng của châu Âu thời cận đại đã dẫn đến việc giai cấp tư sản và thậm chí nông dân cũng chạy theo xu hướng ở khoảng cách xa, nhưng vẫn gần gũi với giới tinh hoa - một yếu tố mà Fernand Braudel coi là một trong những động cơ chính cho thay đổi thời trang.

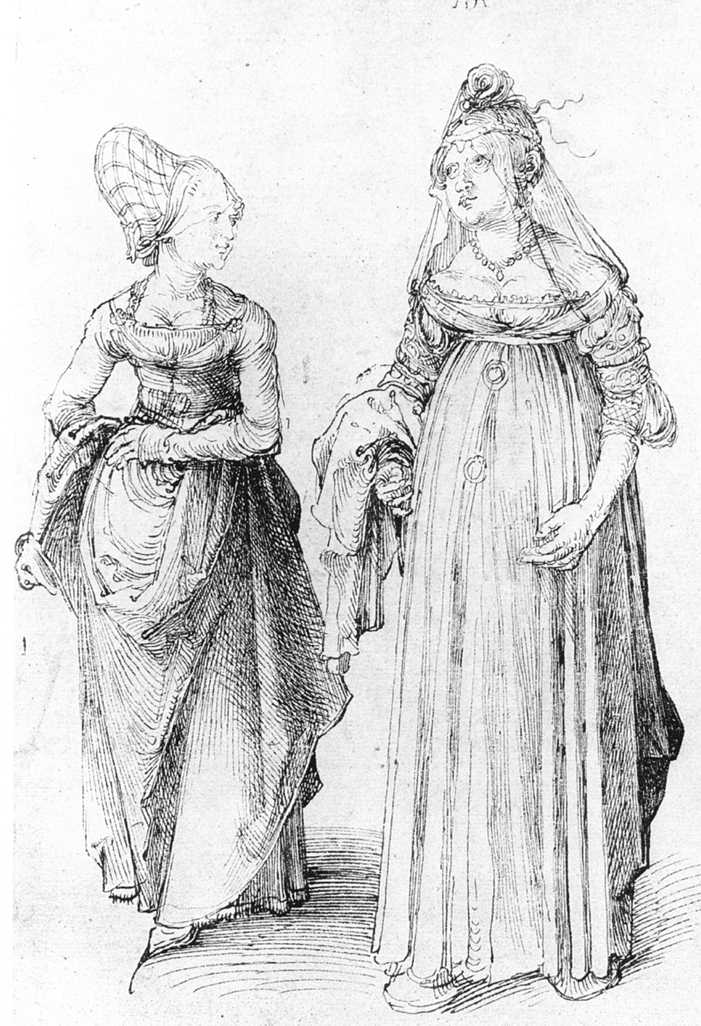
Bức vẽ của Albrecht Dürer thể hiện sự tương phản giữa tư sản từ Nuremberg (trái) với đối tác của cô từ Venice. Giày chopine đế cao của quý cô Venice khiến cô trông cao hơn.

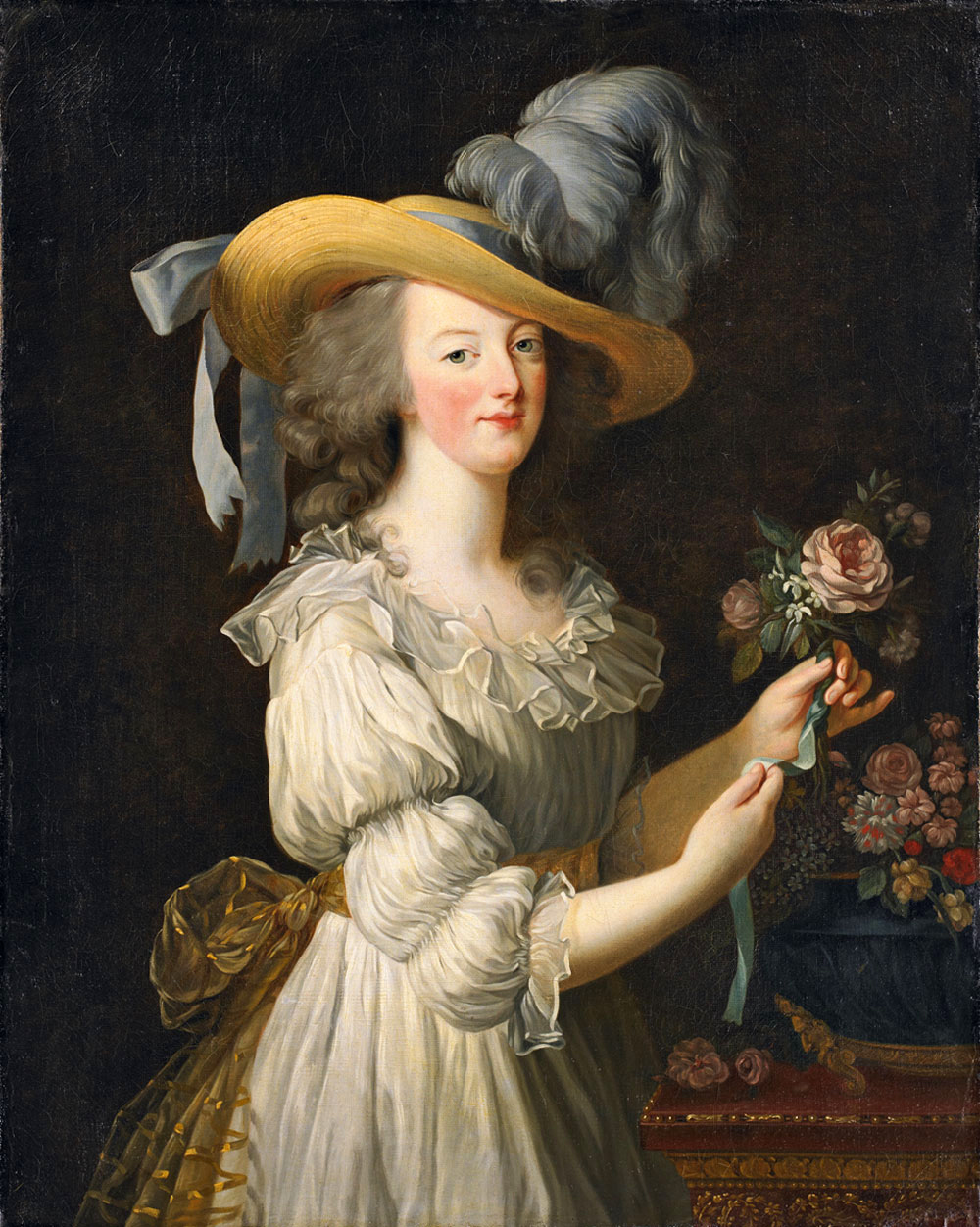
Maria Antonia của Áo, vợ của Louis XVI, là một người đi đầu về thời trang. Những lựa chọn của cô, chẳng hạn như chiếc váy muslin trắng năm 1783 được gọi là chemise a la Reine, đã có ảnh hưởng lớn và được mặc rộng rãi.

Vào thế kỷ 16, sự khác biệt giữa các quốc gia là rõ rệt nhất. Mười bức chân dung thế kỷ 16 của các quý ông Đức hoặc Ý có thể cho thấy mười chiếc mũ hoàn toàn khác nhau. Albrecht Dürer đã minh họa sự khác biệt trong sự tương phản thực tế (hoặc tổng hợp) của ông giữa thời trang Nuremberg và Venice vào cuối thế kỷ 15 (hình minh họa, bên phải). "Phong cách Tây Ban Nha" vào cuối thế kỷ 16 bắt đầu quay trở lại sự đồng bộ giữa những người thuộc tầng lớp thượng lưu châu Âu, và sau một cuộc đấu tranh vào giữa thế kỷ 17, phong cách Pháp đã quyết định nắm quyền lãnh đạo - quá trình này sau đó đã hoàn thành vào thế kỷ 18.
Mặc dù màu sắc và hoa văn dệt khác nhau thay đổi theo từng năm, đường cắt áo khoác của quý ông và chiều dài của áo ghi lê, hoặc kiểu cắt váy của phụ nữ, thay đổi chậm hơn. Thời trang nam giới chủ yếu bắt nguồn từ các mẫu y phục quân đội, và những thay đổi trong phom dáng nam giới châu Âu đã được mạ vàng trong các nhà hát của chiến tranh châu Âu, nơi các sĩ quan quý ông có cơ hội ghi chú về các phong cách khác nhau như cravat hoặc cà vạt "Steinkirk".
Mặc dù búp bê mặc quần áo đã được phân phối từ Pháp từ thế kỷ 16 và Abraham Bosse đã sản xuất các bản khắc thời trang vào những năm 1620, tốc độ thay đổi đã tăng lên vào những năm 1780 với việc xuất bản ngày càng nhiều các bản khắc Pháp minh họa phong cách Paris mới nhất. Vào năm 1800, tất cả người Tây Âu đều ăn mặc giống nhau (hoặc họ nghĩ rằng họ giống nhau); đầu tiên, sự biến tấu địa phương trở thành một dấu hiệu của văn hóa tỉnh lẻ trước khi trở thành một huy hiệu của nông dân bảo thủ.
Mặc dù các thợ may và thợ may váy chắc chắn chịu trách nhiệm về nhiều đổi mới và ngành dệt may thực sự dẫn đầu nhiều xu hướng, nhưng lịch sử của thiết kế thời trang thường được hiểu là bắt đầu từ năm 1858 khi Charles Frederick Worth của Anh mở cửa hàng thời trang cao cấp đích thực đầu tiên ở Paris. Nhà Haute là tên do chính phủ đặt ra cho các hãng thời trang đáp ứng các tiêu chuẩn của ngành. Các hãng thời trang này phải tuân thủ các tiêu chuẩn như giữ ít nhất 20 nhân viên tham gia sản xuất quần áo, trình diễn hai bộ sưu tập mỗi năm tại các buổi trình diễn thời trang và giới thiệu một số mẫu nhất định cho các nhà trang phục. Kể từ đó, ý tưởng coi nhà thiết kế thời trang là một người nổi tiếng ngày càng trở nên thống trị.
Mặc dù các khía cạnh của thời trang có thể là nữ tính hoặc nam tính, nhưng một số xu hướng là ái nam ái nữ. Ý tưởng về trang phục unisex bắt nguồn từ những năm 1960 khi các nhà thiết kế như Pierre Cardin và Rudi Gernreich tạo ra các sản phẩm may mặc, như áo chẽn co giãn hoặc quần legging dành cho cả nam lẫn nữ. Tác động của unisex bành trướng sang cả các chủ đề khác nhau trong thời trang, bao gồm androgyny, bán lẻ trên thị trường đại chúng và quần áo khái niệm. Các xu hướng thời trang của những năm 1970, chẳng hạn như áo khoác da cừu, áo khoác đi máy bay, áo khoác vải thô và quần áo không có cấu trúc, đã ảnh hưởng đến nam giới tham gia các buổi họp mặt xã hội mà không mặc áo khoác tuxedo, thay vào đó là phục sức bằng phụ kiện theo những cách mới. Một số phong cách của nam giới pha trộn giữa sự gợi cảm và biểu cảm bất chấp xu hướng bảo thủ, phong trào bảo vệ quyền của người đồng tính đang phát triển và sự chú trọng vào giới trẻ đã giúp hình thành tự do thử nghiệm phong cách mới, các loại vải như len crepe trước đây được cho là của nữ giới đã được các nhà thiết kế sử dụng khi tạo ra quần áo nam.

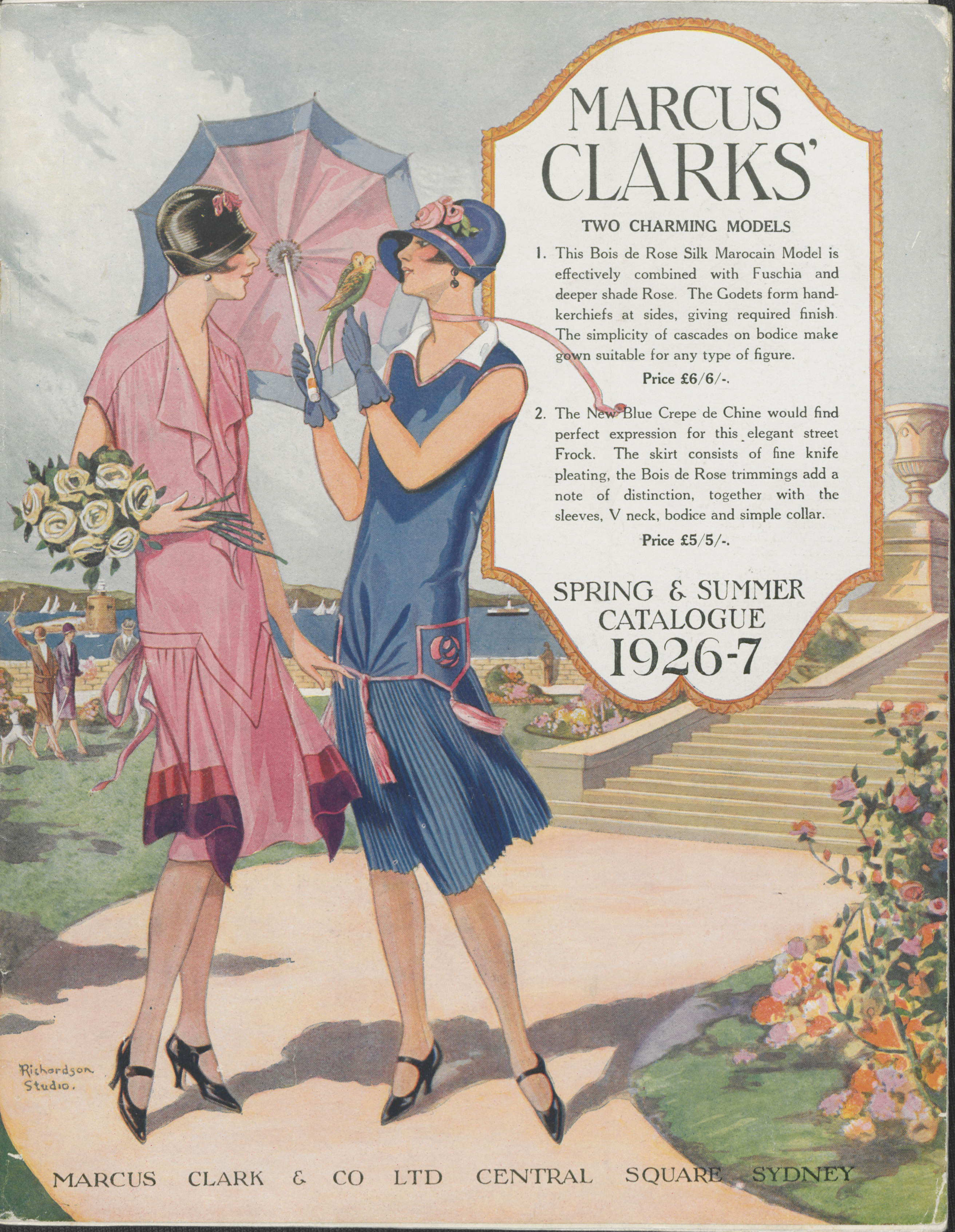
Bìa catalogue xuân hè của Marcus Clarks 1926-27

Hiện nay, Paris, Milano, thành phố New York và Luân Đôn được coi là bốn kinh đô thời trang lớn của thế giới. Đây đều là trụ sở chính của các công ty thời trang quan trọng nhất và nổi tiếng với tầm ảnh hưởng lớn đến thời trang toàn cầu. Các tuần lễ thời trang được tổ chức tại các thành phố này. Tại đó các nhà thiết kế trưng bày những bộ sưu tập mới của họ cho khán giả. Sự kế thừa của các nhà thiết kế lớn như Coco Chanel và Yves Saint-Laurent đã giữ cho Paris trở thành trung tâm được phần còn lại của thế giới theo dõi nhiều nhất, mặc dù thời trang cao cấp hiện được trợ cấp bằng việc bán các bộ sưu tập quần áo may sẵn và nước hoa, sử dụng cùng một thương hiệu.
Người phương Tây hiện đại có vô số lựa chọn trong việc lựa chọn trang phục của họ. Những gì một người chọn mặc có thể phản ánh tính cách hoặc sở thích của họ. Khi những người có địa vị văn hóa cao bắt đầu mặc quần áo mới hoặc khác, xu hướng thời trang có thể bắt đầu. Những người thích hoặc tôn trọng những người này bị ảnh hưởng bởi phong cách của họ và bắt đầu mặc quần áo có kiểu dáng tương tự. Thời trang có thể thay đổi đáng kể trong một xã hội theo độ tuổi, tầng lớp xã hội, thế hệ, nghề nghiệp, địa lý và cũng có thể thay đổi theo thời gian. Nếu một người lớn tuổi ăn mặc theo cái cách của người trẻ, người đó có thể trông lố bịch trong mắt cả người trẻ và người lớn tuổi. Thuật ngữ tín đồ thời trang và nạn nhân của thời trang dùng để chỉ những người chạy theo mốt mới nhất một cách mù quáng.
Người ta có thể coi hệ thống thời trang thể thao khác nhau như một ngôn ngữ thời trang kết hợp các tuyên bố thời trang khác nhau bằng cách sử dụng ngữ pháp về thời trang. (So sánh một số tác phẩm của Roland Barthes.)
Trong những năm gần đây, thời trang châu Á ngày càng trở nên có ý nghĩa trong thị trường địa phương và toàn cầu. Các quốc gia như Trung Quốc, Nhật Bản, Ấn Độ và Pakistan từ trước đến nay vốn có ngành công nghiệp dệt may lớn, thường được các nhà thiết kế phương Tây vẽ nên, nhưng giờ đây, phong cách quần áo châu Á cũng đang có sức ảnh hưởng dựa trên ý tưởng của riêng họ.

## Công nghiệp thời trang

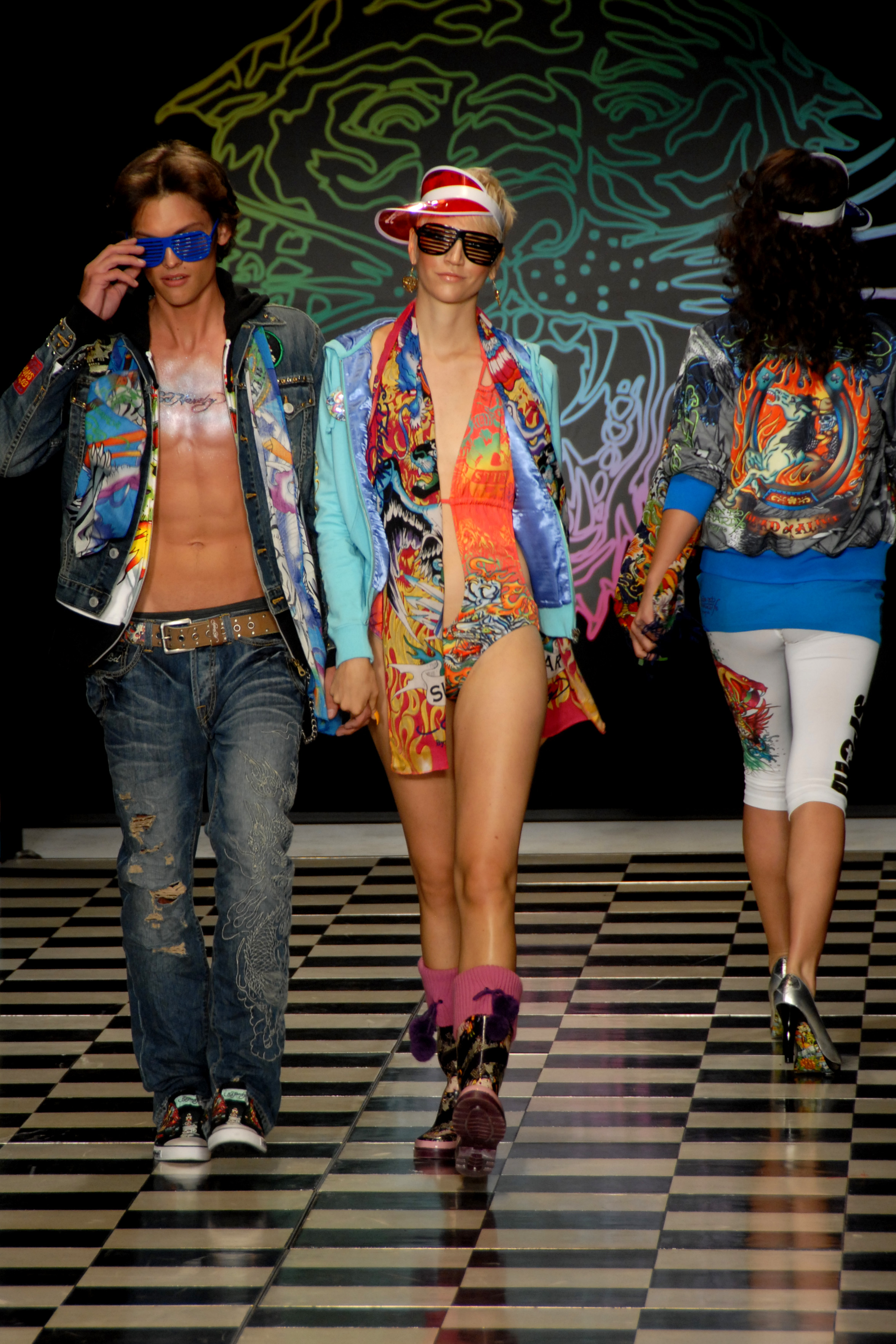
Mẫu thời trang nam và nữ trên đường catwalk, Los Angeles Fashion Week 2008

Quan niệm về ngành công nghiệp thời trang toàn cầu là sản phẩm của thời đại hiện đại. Trước giữa thế kỷ 19, hầu hết quần áo đều được may theo yêu cầu. Quần áo được làm thủ công cho từng người, sản xuất tại nhà hoặc theo đơn đặt hàng của các nhà may và thợ may. Vào đầu thế kỷ 20 - với sự gia tăng của các công nghệ mới như máy may, sự trỗi dậy của chủ nghĩa tư bản toàn cầu và sự phát triển của hệ thống sản xuất nhà máy, và sự gia tăng của các cửa hàng bán lẻ như cửa hàng bách hóa - quần áo ngày càng được sản xuất hàng loạt với các kích thước tiêu chuẩn và bán với giá cố định.

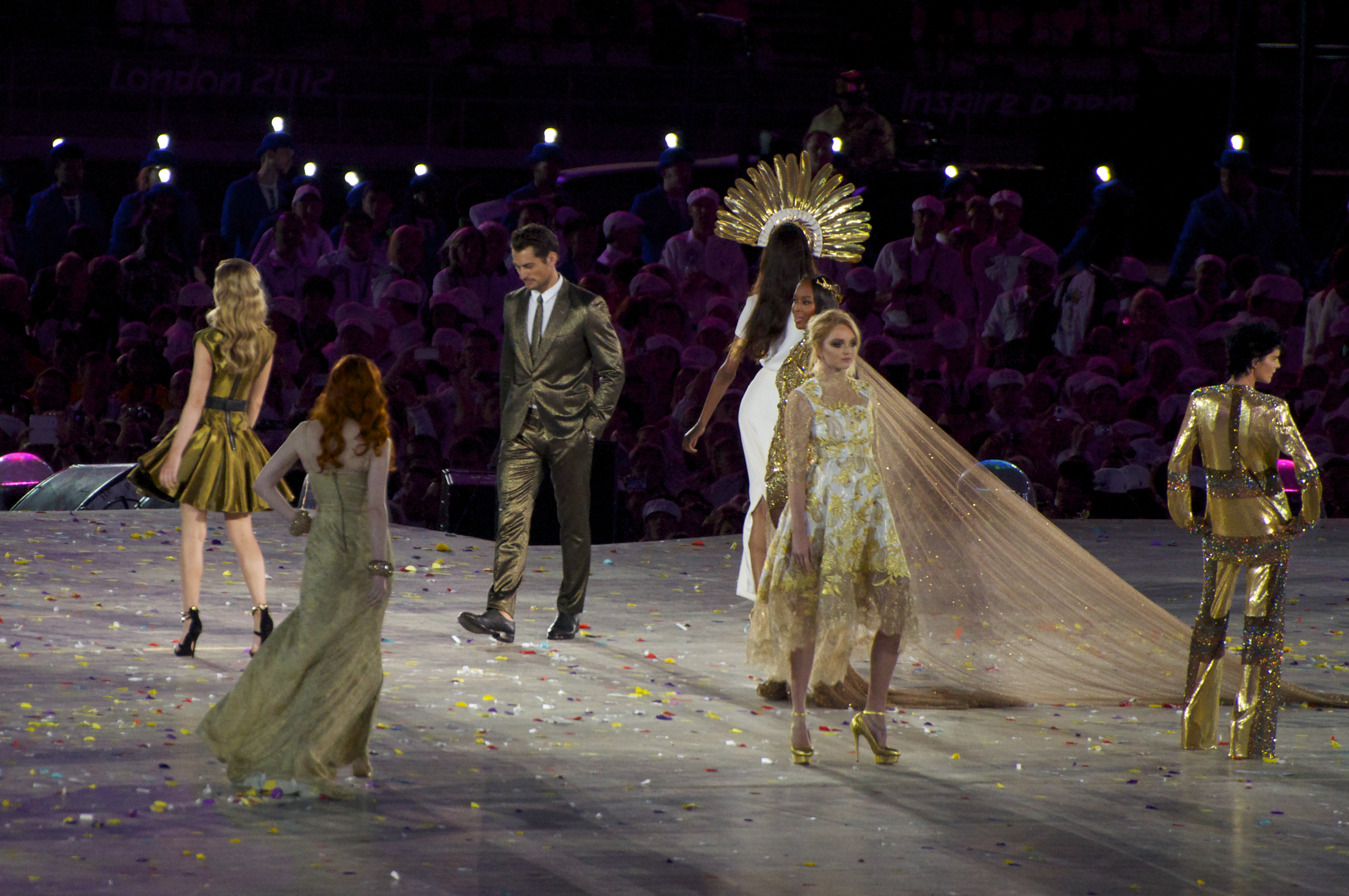
Các người mẫu Jourdan Dunn, David Gandy, Lily Cole, Naomi Campbell, Stella Tennant, Georgia May Jagger và Karen Elson trình diễn tại Luân Đôn năm 2012

Mặc dù ngành công nghiệp thời trang phát triển đầu tiên ở Châu Âu và Châu Mỹ. Tính đến  năm 2017, nó là một ngành công nghiệp mang tính quốc tế và toàn cầu hóa cao, với quần áo thường được thiết kế ở một quốc gia, sản xuất ở một quốc gia khác rồi được bán trên toàn thế giới. Ví dụ, một công ty thời trang của Mỹ có thể tìm nguồn vải ở Trung Quốc, cho sản xuất tại Việt Nam, thành phẩm ở Ý và vận chuyển đến một nhà kho ở Hoa Kỳ để phân phối cho các cửa hàng bán lẻ quốc tế. Ngành công nghiệp thời trang từ lâu đã là một trong những nhà tuyển dụng lớn nhất ở Hoa Kỳ, và điều này vẫn tiếp diễn trong thế kỷ 21. Tuy nhiên, số lượng việc làm ở Hoa Kỳ đã giảm đáng kể khi hoạt động sản xuất ngày càng chuyển ra nước ngoài, đặc biệt là sang Trung Quốc. Bởi vì dữ liệu về ngành công nghiệp thời trang thường được báo cáo cho nền kinh tế quốc gia và bày tỏ về nhiều lĩnh vực riêng biệt của ngành công nghiệp, số liệu tổng hợp cho thế giới sản xuất hàng dệt và quần áo rất khó để đạt được. Tuy nhiên, dù sử dụng thước đo nào thì ngành công nghiệp quần áo vẫn chiếm một tỷ trọng đáng kể trong sản lượng kinh tế thế giới. Ngành công nghiệp thời trang bao gồm bốn cấp độ:
1. Sản xuất nguyên liệu thô, chủ yếu là sợi, và hàng dệt may, ngoài ra còn có da và lông thú.
2. Sản xuất hàng thời trang của các nhà thiết kế, nhà sản xuất, nhà thầu và những người khác.
3. Bán lẻ.
4. Các hình thức quảng cáo và khuyến mại.

Các cấp này bao gồm nhiều ngành riêng biệt nhưng phụ thuộc lẫn nhau. Các lĩnh vực này là Thiết kế và Sản xuất Dệt may, Thiết kế và Sản xuất Thời trang, Bán lẻ Thời trang, Tiếp thị và Buôn bán, Trình diễn Thời trang, Truyền thông và Tiếp thị. Mỗi lĩnh vực đều hướng tới mục tiêu thỏa mãn nhu cầu tiêu dùng về hàng may mặc trong các điều kiện cho phép những người tham gia trong ngành hoạt động có lãi.

## Xu hướng thời trang
Xu hướng thời trang bị ảnh hưởng bởi một số yếu tố, bao gồm điện ảnh, người nổi tiếng, khí hậu, khám phá sáng tạo, đổi mới, thiết kế, chính trị, kinh tế, xã hội và công nghệ. Việc kiểm tra các yếu tố này được gọi là phân tích PEST. Các nhà dự báo thời trang có thể sử dụng thông tin này để giúp xác định sự tăng trưởng hoặc suy giảm của một xu hướng cụ thể. Đồng thời giúp biết thêm về đấu trường thời trang và lối sống trong thế giới hiện đại.

### Ảnh hưởng từ chính trị

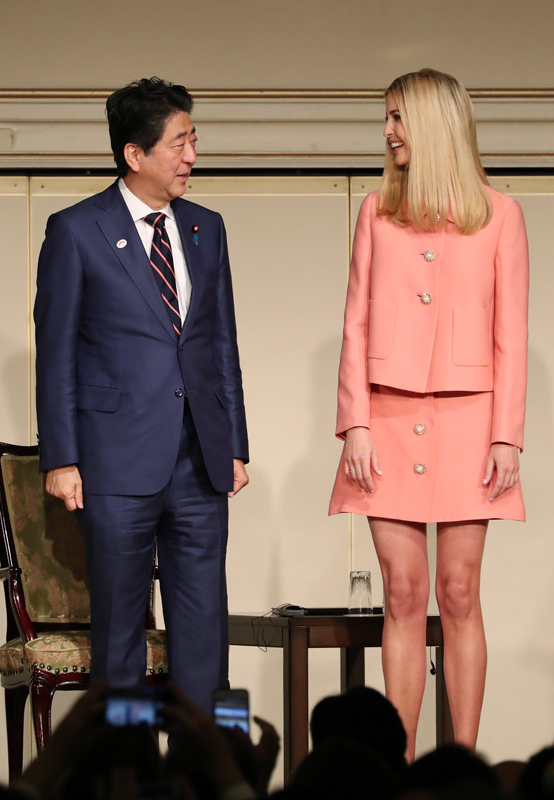
Ivanka Trump (bên phải) cùng với TT Nhật Bản Shinzo Abe mặc âu phục phù hợp với kinh doanh, năm 2017

Chính trị đã đóng một vai trò trung tâm trong sự phát triển của thời trang. Ví dụ, Đệ nhất phu nhân Jacqueline Kennedy là biểu tượng thời trang đầu những năm 1960 vì bà dẫn đầu xu hướng ăn mặc trang trọng. Bằng cách mặc một bộ vest Chanel, một chiếc váy sang trọng của Givenchy, hoặc một chiếc áo khoác Cassini màu sắc nhẹ nhàng với hàng cúc lớn, nó đã tạo cho bà vẻ ngoài thanh lịch và dẫn đầu một xu hướng tinh tế.
Hơn nữa, cuộc cách mạng chính trị cũng tác động nhiều đến xu hướng thời trang. Ví dụ, trong những năm 1960, nền kinh tế trở nên giàu có hơn, tỷ lệ ly hôn ngày càng tăng, và chính phủ đã phê duyệt thuốc tránh thai. Cuộc cách mạng này đã truyền cảm hứng cho thế hệ trẻ nổi loạn. Vào năm 1964, váy ngắn bó sát chân đã trở thành xu hướng thời trang quan trọng của những năm 1960. Cho rằng các nhà thiết kế thời trang đã bắt đầu thử nghiệm các hình dạng của quần áo, không tay rộng rãi, micro-minis, váy loe và tay áo trumpet. Trong trường hợp này, xu hướng váy ngắn đã trở thành biểu tượng của những năm 1960.
Hơn nữa, phong trào chính trị đã xây dựng một mối quan hệ ấn tượng với các xu hướng thời trang. Ví dụ, trong chiến tranh Việt Nam, thanh niên Hoa Kỳ đã tạo nên một phong trào ảnh hưởng đến cả nước. Vào những năm 1960, xu hướng thời trang ngập tràn màu sắc huỳnh quang, họa tiết in, quần jean đáy chuông, áo vest tua rua và chân váy đã trở thành trang phục phản đối của những năm 1960. Xu hướng này được gọi là Hippie, và nó vẫn đang ảnh hưởng đến xu hướng thời trang hiện tại.

### Ảnh hưởng của công nghệ
Công nghệ đóng một vai trò quan trọng trong hầu hết các khía cạnh của xã hội ngày nay. Ảnh hưởng của công nghệ ngày càng rõ ràng hơn trong ngành thời trang. Những tiến bộ và phát triển mới đang định hình và tạo ra các xu hướng hiện tại và tương lai.
Sự phát triển như công nghệ đeo trên người đã trở thành một xu hướng thiết yếu trong thời trang. Tiếp theo là những bước tiến như quần áo được chế tạo bằng các tấm pin mặt trời sạc các thiết bị và các loại vải thông minh giúp tăng cường sự thoải mái cho người mặc bằng cách thay đổi màu sắc hoặc kết cấu dựa trên những thay đổi của môi trường.
Ngành công nghiệp thời trang đang chứng kiến công nghệ in 3D đã ảnh hưởng đến các nhà thiết kế như Iris Van Herpen và Kimberly Ovitz. Những nhà thiết kế này đã thử nghiệm và phát triển rất nhiều các sản phẩm thời trang cao cấp in 3D. Khi công nghệ phát triển, máy in 3D sẽ trở nên dễ tiếp cận hơn cho các nhà thiết kế rồi người tiêu dùng,. Điều này có thể định hình lại ngành công nghiệp thời trang.
Công nghệ Internet như các nhà bán lẻ trực tuyến và các nền tảng truyền thông xã hội đã nhường chỗ cho các xu hướng được xác định, tiếp thị và bán ngay lập tức. Phong cách và xu hướng dễ dàng được truyền tải trực tuyến để thu hút những người tạo xu hướng. Các bài đăng trên Instagram hoặc Facebook có thể nhanh chóng nâng cao nhận thức về các xu hướng thời trang mới, sau đó có thể tạo ra nhu cầu cao đối với các mặt hàng hoặc thương hiệu cụ thể, công nghệ "nút mua ngay" mới có thể liên kết những phong cách này với bán hàng trực tiếp.
Công nghệ thị giác máy đã được phát triển để theo dõi cách thời trang lan truyền trong xã hội. Ngành công nghiệp hiện có thể thấy mối tương quan trực tiếp về cách các buổi trình diễn thời trang ảnh hưởng đến trang phục street-chic. Các tác động hiện có thể được định lượng và cung cấp phản hồi có giá trị cho các nhà thời trang, nhà thiết kế và người tiêu dùng về xu hướng.
Công nghệ quân sự đã đóng một vai trò thiết yếu trong ngành công nghiệp thời trang. Mô hình ngụy trang trong quần áo được phát triển để giúp quân nhân ít bị quân địch nhìn thấy hơn. Một xu hướng nổi lên vào những năm 1960 và vải rằn ri được đưa vào thời trang dạo phố. Xu hướng vải ngụy trang biến mất và trở lại nhiều lần kể từ đó. Ngụy trang bắt đầu xuất hiện trong thời trang cao cấp vào những năm 1990. Các nhà thiết kế như Valentino, Dior, và Dolce & Gabbana đã kết hợp ngụy trang vào các bộ sưu tập quần áo may sẵn và sàn diễn của họ.

### Ảnh hưởng từ xã hội

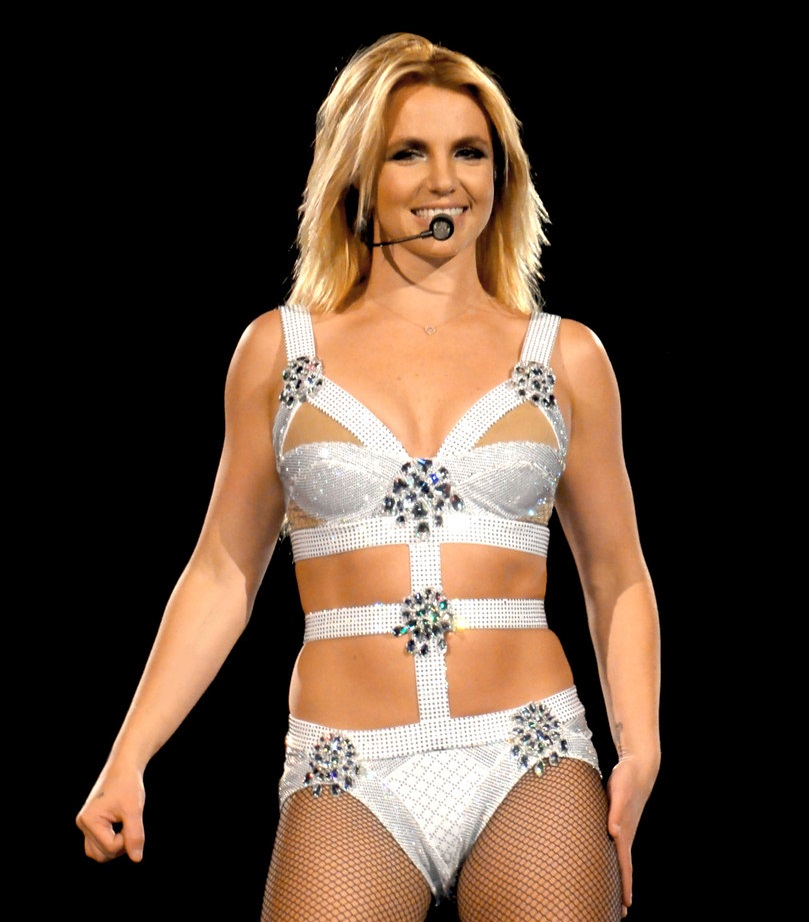
Những người nổi tiếng như Britney Spears đã phổ biến khái niệm mặc đồ lót như trang phục bên ngoài.

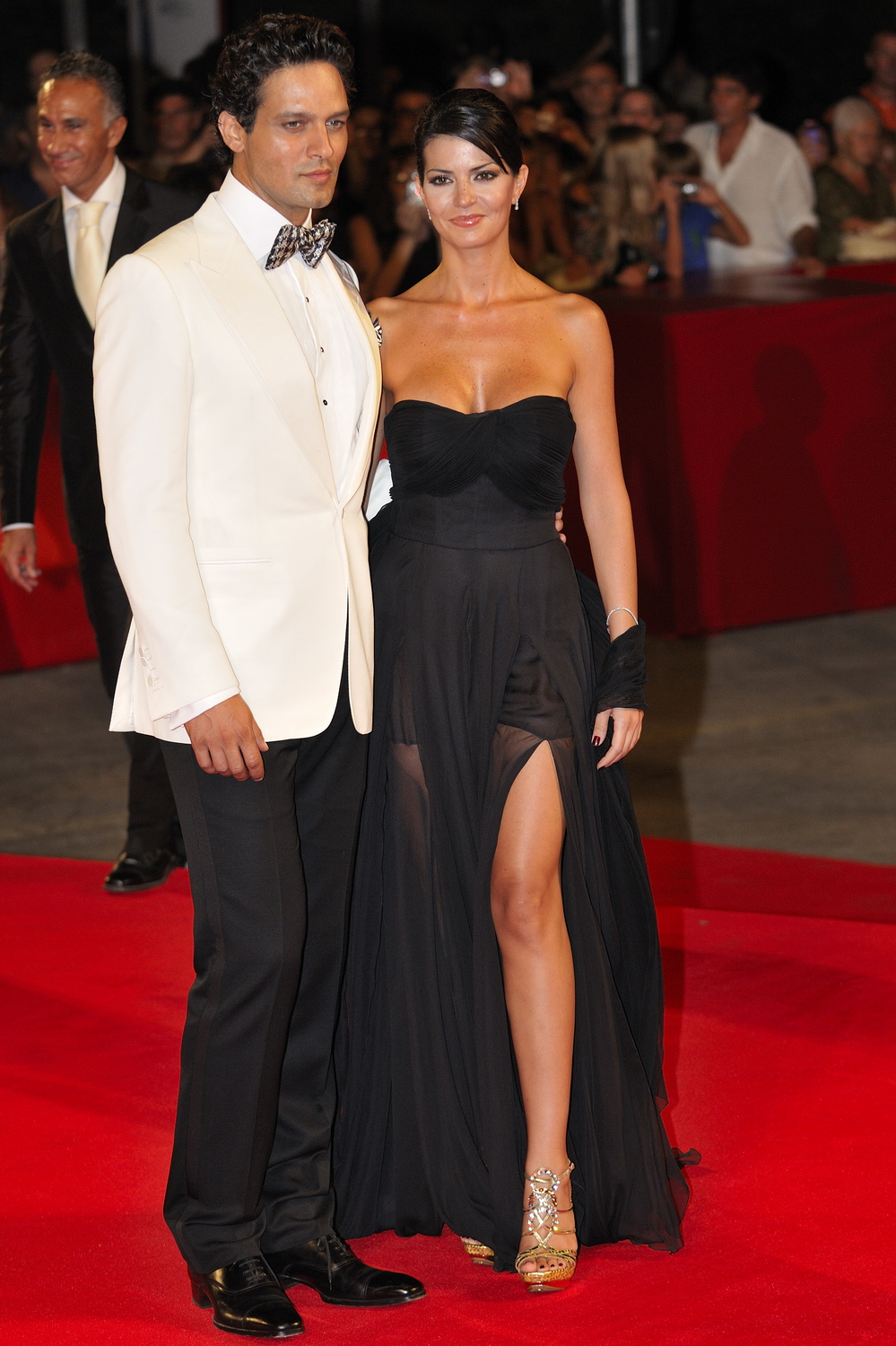
Thời trang thảm đỏ: Diễn viên người Ý Gabriel Garko và Laura Torrisi mặc trang phục chính thức của nhà thiết kế tại Liên hoan phim Venice, 2009

Thời trang cũng liên quan đến bối cảnh xã hội và văn hóa của một môi trường. Theo Matika, "Các yếu tố của văn hóa đại chúng trở nên hợp nhất khi xu hướng của một người gắn liền với sở thích về một thể loại âm nhạc... như âm nhạc, tin tức hoặc văn học, thời trang đã được hòa vào cuộc sống hàng ngày." Thời trang không chỉ được xem như những giá trị thẩm mỹ thuần túy; thời trang cũng là một phương tiện để người biểu diễn tạo ra bầu không khí tổng thể và thể hiện suy nghĩ của họ thông qua video âm nhạc. Theo Carlos, video âm nhạc mới nhất "Formation" của Beyoncé, "Ngôi sao nhạc pop bày tỏ lòng kính trọng đối với cội nguồn Creole của mình.... lần về cội nguồn văn hóa Louisiana trong tiềm thức từ thời kỳ hậu xóa bỏ đến ngày nay, Beyoncé đã liệt kê được sự phát triển của phong cách sôi động và lịch sử biến động của thành phố cùng một lúc. Trên đỉnh chiếc xe cảnh sát New Orleans, trong chiếc váy Gucci cổ cao màu đỏ trắng và bốt combat, cô ấy ngồi giữa đống đổ nát của cơn bão Katrina, ngay tức khắc hòa mình vào cuộc tranh luận lớn nhất của đất nước về sự tàn bạo của cảnh sát và mối quan hệ chủng tộc trong thời hiện đại. "
Runway show là sự phản ánh của xu hướng thời trang và tư tưởng của một nhà thiết kế. Đối với nhà thiết kế như Vivienne Westwood, các buổi trình diễn trên sàn diễn là nền tảng cho tiếng nói của cô về chính trị và các sự kiện thời sự. Đối với buổi trình diễn quần áo nam AW15 của cô, theo Water, "nơi những người mẫu có khuôn mặt bầm dập nghiêm trọng đã dẫn dắt các chiến binh sinh thái trong sứ mệnh cứu hành tinh." Một ví dụ khác gần đây là một cuộc tuần hành phản đối nữ quyền được dàn dựng cho buổi trình diễn SS15 của Chanel, những người mẫu nổi loạn hô vang những từ trao quyền với những dấu hiệu như "Nữ quyền nhưng nữ tính" và "Quý bà là trên hết". Theo Water, "Buổi biểu diễn đã đánh dấu vào lịch sử lâu dài của Chanel trong việc ủng hộ sự độc lập của phụ nữ: nhà sáng lập Coco Chanel là người đi tiên phong trong việc giải phóng cơ thể phụ nữ trong thời kỳ hậu Thế chiến I, giới thiệu những kiểu dáng phản đối những chiếc áo nịt ngực hạn chế."

### Ảnh hưởng từ kinh tế

#### Nền kinh tế quay vòng
Với nhận thức về môi trường ngày càng cao, mệnh lệnh kinh tế "Tiêu ngay, nghĩ sau" ngày càng được xem xét kỹ lưỡng. Người tiêu dùng ngày nay có xu hướng quan tâm hơn đến việc tiêu thụ, tìm kiếm những lựa chọn vừa đủ và tốt hơn, bền hơn. Mọi người cũng trở nên ý thức hơn về tác động của tiêu dùng hàng ngày đối với môi trường và xã hội, và những sáng kiến này thường được mô tả là một động thái hướng tới thời trang bền vững. Tuy nhiên các nhà phê bình cho rằng một nền kinh tế quay vòng dựa trên tăng trưởng là một oxymoron, hay một vòng xoáy ngày càng tăng của tiêu dùng, chứ không phải là một giải pháp quay vòng từ cái nôi đến cái nôi không tưởng.
Trong hệ thống kinh tế tuyến tính ngày nay, các nhà sản xuất khai thác tài nguyên từ Trái Đất để tạo ra các sản phẩm sẽ sớm bị loại bỏ tại các bãi chôn lấp, mặt khác, theo mô hình vòng tròn, việc sản xuất hàng hóa hoạt động giống như các hệ thống trong tự nhiên, nơi chất thải và sự tàn phá của một chất trở thành thức ăn và nguồn phát triển của một cái gì đó mới. Các công ty như MUD Jeans, có trụ sở tại Hà Lan sử dụng chương trình cho thuê quần jean. Theo trang web của MUD, công ty Hà Lan này "đại diện cho một triết lý tiêu dùng mới đó là sử dụng thay vì sở hữu". Khái niệm này cũng bảo vệ công ty khỏi giá bông biến động. Người tiêu dùng trả € 7,50 một tháng cho một chiếc quần jean; sau một năm lại quần jean cho Mud, đổi chúng lấy một đôi mới và bắt đầu một hợp đồng thuê dài hạn khác hoặc giữ chúng lại. MUD chịu trách nhiệm cho bất kỳ sửa chữa nào trong thời gian thuê. Một công ty thời trang có đạo đức khác, Patagonia đã thiết lập cửa hàng có thương hiệu nhiều người bán đầu tiên trên EBay để tạo điều kiện cho việc bán đồ cũ; Người tiêu dùng cam kết Chủ đề chung có thể bán trong cửa hàng này và có thiết bị của họ được liệt kê trên phần "Đồ dùng đã qua sử dụng" của Patagonia.com.

#### Chi tiêu nội địa của Trung Quốc
Tỷ trọng tiêu dùng trong tổng sản phẩm quốc nội ở Trung Quốc đã giảm trong sáu thập kỷ, từ 76% năm 1952 xuống 28% năm 2011. Trung Quốc có kế hoạch giảm thuế đối với một số mặt hàng tiêu dùng và mở rộng kế hoạch cấp thị thực quá cảnh 72 giờ tới nhiều thành phố hơn trong nỗ lực kích thích tiêu dùng nội địa.
Việc thông báo cắt giảm thuế nhập khẩu diễn ra sau những thay đổi vào tháng 6 năm 2015, khi chính phủ cắt giảm một nửa thuế quan đối với quần áo, mỹ phẩm và các hàng hóa khác. Trong số những thay đổi - hoàn thuế dễ dàng hơn cho những người mua sắm ở nước ngoài và tăng tốc việc mở thêm nhiều cửa hàng miễn thuế ở các thành phố nằm trong chương trình thị thực 72 giờ. Thị thực 72 giờ được áp dụng tại Bắc Kinh và Thượng Hải vào tháng 1 năm 2013 và đã lan rộng đến 18 thành phố của Trung Quốc.
Cũng theo các báo cáo cùng thời điểm, chi tiêu của người tiêu dùng Trung Quốc ở các nước khác như Nhật Bản đã chậm lại mặc dù đồng yên đã giảm giá. Rõ ràng xu hướng trong 5 năm tới là thị trường thời trang trong nước sẽ tăng lên. Trung Quốc là một thị trường thú vị cho ngành bán lẻ thời trang vì động lực mua sắm các mặt hàng thời trang của người tiêu dùng Trung Quốc là duy nhất từ khán giả phương Tây. Nhân khẩu học có mối liên hệ hạn chế với động lực mua sắm, với nghề nghiệp, thu nhập và trình độ học vấn không có tác động; không giống như ở các nước phương Tây. Những người mua sắm trên đường phố cao cấp của Trung Quốc thích việc mua sắm mạo hiểm và xã hội, trong khi những người mua sắm trực tuyến được thúc đẩy bởi mua sắm theo ý tưởng. Một điểm khác biệt nữa là sự hài lòng và ý tưởng mua sắm ảnh hưởng như thế nào đến việc chi tiêu hơn 1000¥ mỗi tháng cho các mặt hàng thời trang và chi tiêu thường xuyên bị ảnh hưởng bởi mua sắm giá trị.

### Tiếp thị

#### Nghiên cứu thị trường
Người tiêu dùng thuộc các nhóm khác nhau có các nhu cầu khác nhau. Khi nghĩ đến nhu cầu của người tiêu dùng, các yếu tố được xem xét  bao gồm nhân khẩu học chính. Để tìm hiểu nhu cầu của người tiêu dùng và dự đoán xu hướng thời trang, các công ty thời trang phải tiến hành nghiên cứu thị trường. Có hai phương pháp nghiên cứu: sơ cấp và thứ cấp. Phương pháp thứ cấp là lấy thông tin khác đã được thu thập, ví dụ như sử dụng một cuốn sách hoặc một bài báo để nghiên cứu. Nghiên cứu sơ cấp là thu thập dữ liệu thông qua khảo sát, phỏng vấn, quan sát và/hoặc các nhóm đối tượng tập trung. Nghiên cứu sơ cấp thường tập trung vào kích thước mẫu lớn để xác định động cơ mua sắm của khách hàng.
Lợi ích của nghiên cứu sơ cấp là có được thông tin cụ thể về một người tiêu dùng của nhãn hiệu thời trang. Khảo sát là công cụ hữu ích; có thể đặt các câu hỏi kết thúc mở hoặc kết thúc đóng. Các cuộc khảo sát và phỏng vấn có yếu tố tiêu cực xuất hiện là các câu trả lời có thể bị sai lệch, do từ ngữ trong cuộc khảo sát hoặc do tương tác trực tiếp. Các nhóm tập trung, khoảng 8 đến 12 người, có thể có lợi vì một số điểm có thể được giải quyết sâu. Tuy nhiên, chiến thuật này cũng có những hạn chế. Với kích thước mẫu nhỏ như vậy, thật khó để biết liệu công chúng có phản ứng giống như nhóm tập trung này hay không. Quan sát có thể giúp một công ty hiểu rõ hơn về mong muốn thật sự của người tiêu dùng. Ít có sự thiên vị vì người tiêu dùng chỉ đang thực hiện các công việc hàng ngày của họ, không nhất thiết phải nhận ra rằng họ đang bị quan sát. Ví dụ, quan sát công chúng bằng cách chụp ảnh phong cách đường phố của họ, người tiêu dùng sẽ quá chú tâm vào khâu chọn quần áo vào buổi sáng và biết rằng họ nhất thiết phải chụp ảnh. Họ chỉ mặc những gì họ thường mặc. Thông qua các mẫu quan sát có thể thấy, giúp người dự báo xu hướng biết được thị trường mục tiêu của họ cần gì và muốn gì.
Biết được nhu cầu của người tiêu dùng sẽ làm tăng doanh thu và lợi nhuận của công ty thời trang. Thông qua việc nghiên cứu và tìm hiểu đời sống của người tiêu dùng, nhu cầu của khách hàng có thể được thu thập và giúp các thương hiệu thời trang biết được xu hướng của người tiêu dùng.

#### Tiêu dùng biểu tượng

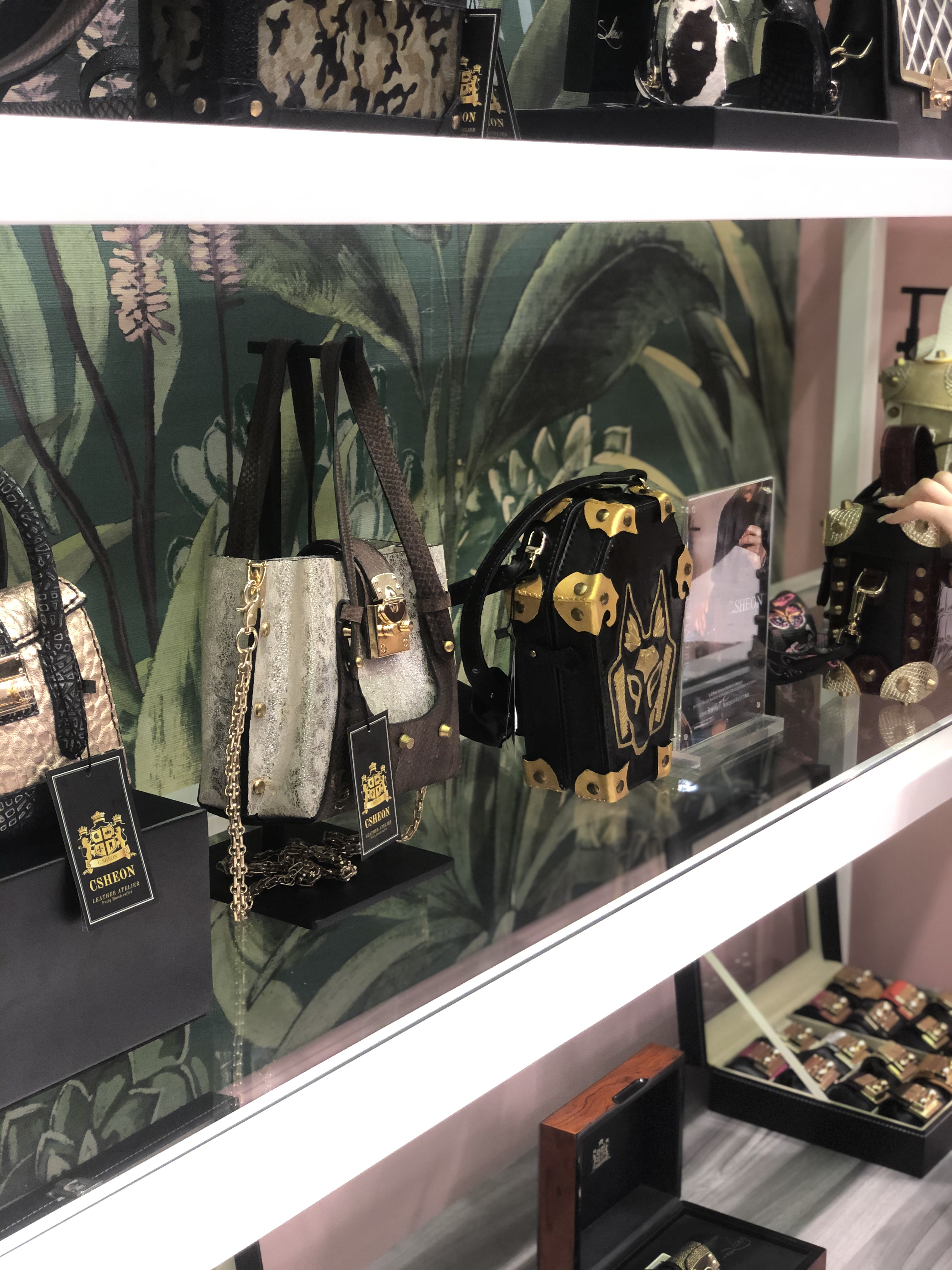
Trưng bày túi xách của nhà thiết kế thời trang CSHEON tại Cửa hàng bách hóa Robinsons Kuala Lumpur, Malaysia

Tiêu dùng không chỉ được thúc đẩy bởi nhu cầu, ý nghĩa biểu tượng đối với người tiêu dùng cũng là một yếu tố. Người tiêu dùng tham gia vào việc tiêu thụ biểu tượng có thể phát triển ý thức về bản thân trong một khoảng thời gian dài khi các đối tượng khác nhau được thu thập như một phần của quá trình thiết lập danh tính của họ và, khi ý nghĩa biểu tượng được chia sẻ trong một nhóm xã hội, để truyền đạt danh tính của họ cho những người khác. Đối với thanh thiếu niên, tiêu dùng đóng một vai trò trong việc phân biệt bản thân đứa trẻ với người lớn. Các nhà nghiên cứu đã phát hiện ra rằng lựa chọn thời trang của thanh thiếu niên được sử dụng để thể hiện bản thân và cũng để nhận ra những thanh thiếu niên khác mặc quần áo tương tự. Sự liên kết mang tính biểu tượng của các mặt hàng quần áo có thể liên kết cá tính và sở thích của mỗi cá nhân, với âm nhạc là yếu tố nổi bật ảnh hưởng đến quyết định thời trang.

## Phương tiện truyền thông

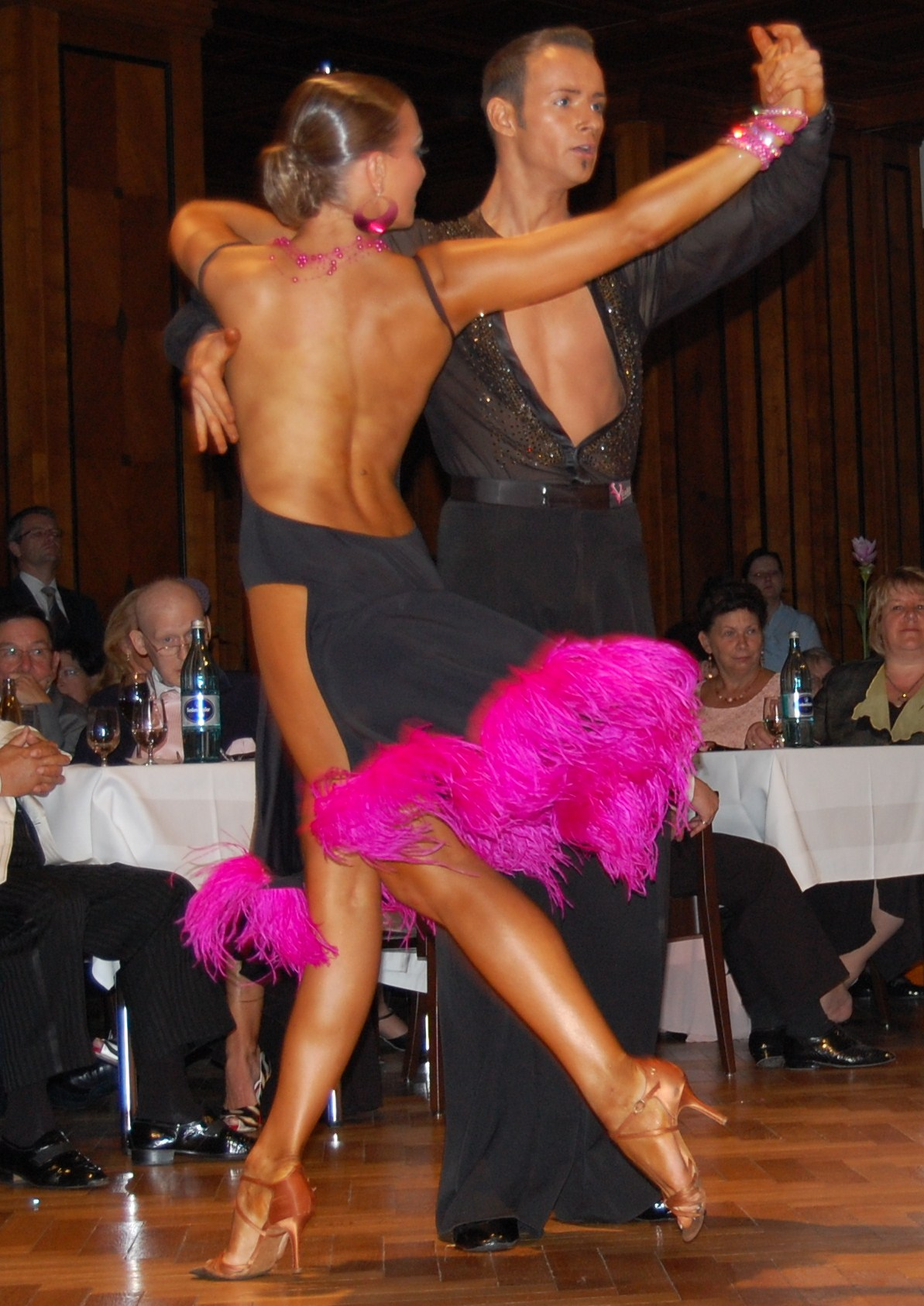
Các vũ công Latin trong trang phục của họ. Người phụ nữ mặc váy hở lưng với đường xẻ sâu ở phần dưới, trong khi người đàn ông mặc áo sơ mi hở cúc trên.

Các phương tiện truyền thông đóng một vai trò quan trọng khi nói đến thời trang. Ví dụ, một phần quan trọng của thời trang là báo chí thời trang. Các bài phê bình, hướng dẫn và bình luận của người biên tập có thể được tìm thấy trên truyền hình và trên các tạp chí, báo, trang web thời trang, mạng xã hội và blog thời trang. Trong những năm gần đây, blog thời trang và video trên YouTube đã trở thành công cụ chính để truyền bá các xu hướng và mẹo thời trang, tạo ra văn hóa trực tuyến chia sẻ phong cách của một người trên trang web hoặc tài khoản Instagram. Thông qua các phương tiện truyền thông này, độc giả và người xem trên toàn thế giới có thể tìm hiểu về thời trang, khiến nó trở nên rất dễ tiếp cận. Ngoài báo chí thời trang, một nền tảng truyền thông quan trọng khác trong ngành thời trang là quảng cáo. Quảng cáo cung cấp thông tin cho khán giả và thúc đẩy việc bán các sản phẩm và dịch vụ. Ngành công nghiệp thời trang sử dụng quảng cáo để thu hút người tiêu dùng và quảng bá sản phẩm của mình để tạo ra doanh thu. Cách đây vài thập kỷ, khi công nghệ còn chưa phát triển, quảng cáo chủ yếu dựa vào radio, tạp chí, bảng quảng cáo và báo. Ngày nay, có nhiều cách quảng cáo khác nhau như quảng cáo truyền hình, quảng cáo dựa trên trực tuyến sử dụng các trang web internet và các bài đăng, video và phát trực tiếp trên các nền tảng truyền thông xã hội.
Vào đầu thế kỷ 20, các tạp chí thời trang bắt đầu đưa vào các bức ảnh của các thiết kế thời trang khác nhau và thậm chí còn có ảnh hưởng lớn hơn trước đây. Ở các thành phố trên khắp thế giới, những tạp chí này được săn đón rất nhiều và có ảnh hưởng sâu sắc đến thị hiếu của công chúng về quần áo. Các họa sĩ minh họa tài năng đã vẽ những mảng thời trang tinh tế cho các ấn phẩm bao gồm những phát triển gần đây nhất trong thời trang và làm đẹp. Có lẽ tạp chí nổi tiếng nhất trong số các tạp chí này là La Gazette du Bon Ton, được thành lập vào năm 1912 bởi Lucien Vogel và thường xuyên xuất bản cho đến năm 1925 (ngoại trừ những năm chiến tranh).

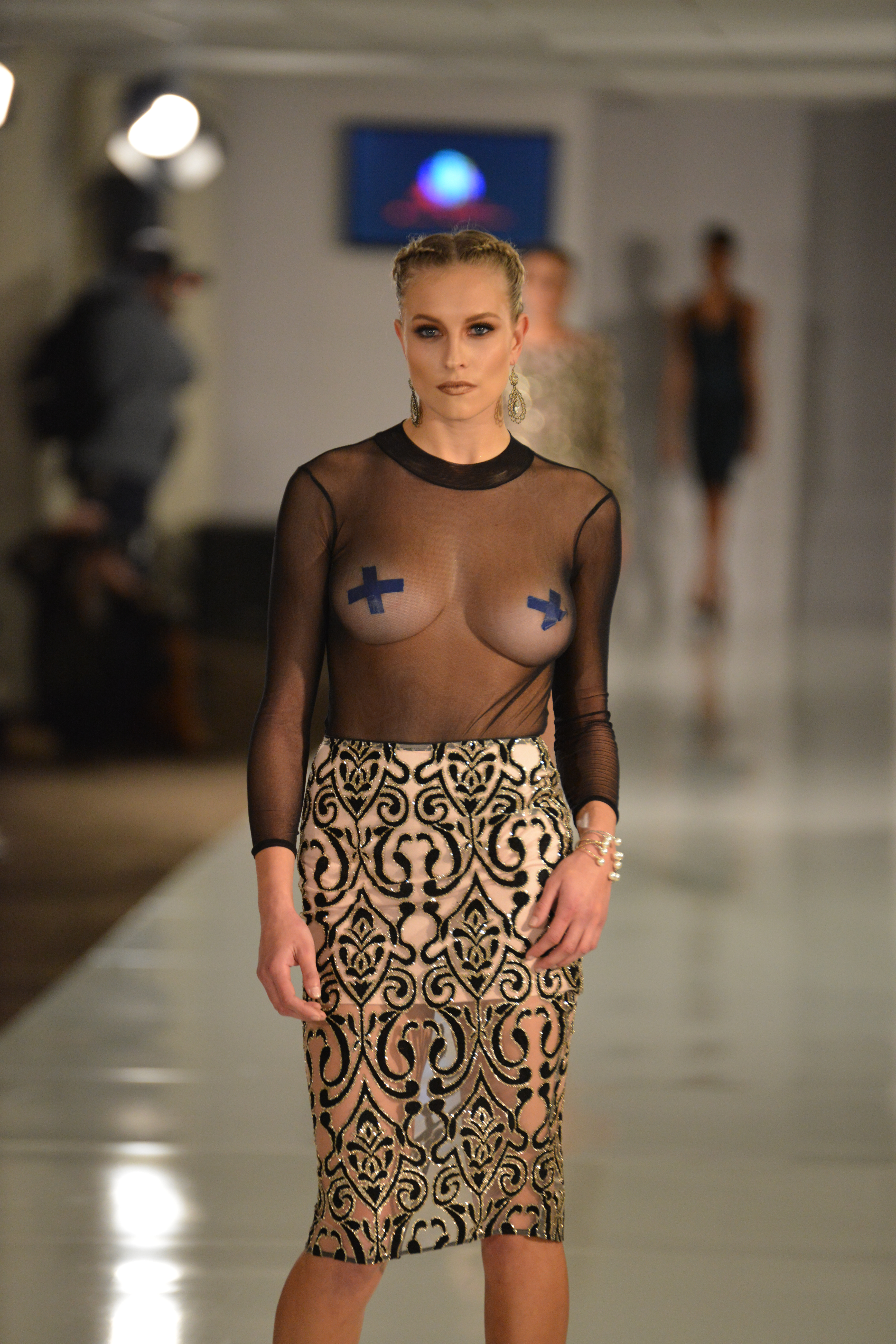
Một mẫu nữ mặc áo nhìn thấu qua được mặc cùng với miếng dán ngực tại một show diễn thời trang tại Mỹ, năm 2017. Các xu hướng thời trang như vậy được phổ biến thông qua các phương tiện truyền thông.

Vogue, được thành lập tại Hoa Kỳ vào năm 1892, là tạp chí lâu đời nhất và thành công nhất trong số hàng trăm tạp chí thời trang đã ra đời. Sự giàu có ngày càng tăng sau Thế chiến thứ hai và quan trọng nhất là sự ra đời của in màu giá rẻ vào những năm 1960, đã dẫn đến sự thúc đẩy đáng kể về doanh số bán hàng của nó và sự phủ sóng dày đặc của thời trang trên các tạp chí dành cho phụ nữ chính thống, tiếp theo là các tạp chí dành cho nam giới vào những năm 1990. Một ví dụ về sự nổi tiếng của Vogue là phiên bản trẻ hơn, Teen Vogue, bao gồm quần áo và các xu hướng được nhắm mục tiêu nhiều hơn đến "tín đồ thời trang có túi tiền". Các nhà thiết kế thời trang cao cấp đã đi theo xu hướng này bằng cách bắt đầu các dòng sản phẩm may sẵn và nước hoa được quảng cáo rầm rộ trên các tạp chí và giờ đây đã thu hẹp hoạt động kinh doanh thời trang cao cấp ban đầu của họ. Một sự phát triển gần đây trong phương tiện in ấn thời trang là sự gia tăng của các tạp chí dựa trên văn bản và phê bình nhằm chứng minh rằng thời trang không phải là hời hợt, bằng cách tạo ra một cuộc đối thoại giữa học viện thời trang và ngành công nghiệp. Ví dụ về xu hướng này là: Lý thuyết thời trang (1997) và Vestoj (2009). Truyền hình bắt đầu phủ sóng vào những năm 1950 với các tính năng thời trang nhỏ. Trong những năm 1960 và 1970, các phân đoạn thời trang trên các chương trình giải trí khác nhau trở nên thường xuyên hơn, và đến những năm 1980, các chương trình thời trang chuyên dụng như Fashion Television bắt đầu xuất hiện. FashionTV là kênh tiên phong trong lĩnh vực này và kể từ đó đã phát triển trở thành người dẫn đầu trong cả Fashion Television và các kênh truyền thông mới. Ngành công nghiệp thời trang đang bắt đầu quảng bá phong cách của họ thông qua các Blogger trên mạng xã hội. Vogue đã chỉ định Chiara Ferragni là "blogger của thời điểm" do sự gia tăng của những người theo dõi thông qua Blog thời trang của cô ấy, và cô trở nên nổi tiếng.
Vài ngày sau khi Tuần lễ thời trang mùa thu 2010 ở thành phố New York kết thúc, Biên tập viên thời trang của The New Islander, Genevieve Tax, đã chỉ trích ngành công nghiệp thời trang vì đã chạy theo lịch trình theo mùa của riêng mình, phần lớn là chi phí thực- người tiêu dùng thế giới. "Bởi vì các nhà thiết kế phát hành bộ sưu tập mùa thu của họ vào mùa xuân và bộ sưu tập mùa xuân của họ vào mùa thu, các tạp chí thời trang như Vogue luôn và chỉ mong chờ mùa sắp tới, quảng cáo áo parka vào tháng 9 trong khi phát hành các bài đánh giá về quần short vào tháng 1", cô viết. "Những người mua sắm thông thái, do đó, đã bị xã hội gây sức ép nên trở thành cực kỳ không thực tế, không nhìn xa trông rộng khi mua hàng hóa."
Ngành công nghiệp thời trang là chủ đề của nhiều bộ phim và chương trình truyền hình, bao gồm cả chương trình truyền hình thực tế Project Runway và phim truyền hình dài tập Ugly Betty. Các thương hiệu thời trang cụ thể đã được giới thiệu trong phim, không chỉ là cơ hội giới thiệu sản phẩm mà còn là các mặt hàng đặt làm riêng sau đó đã dẫn đến xu hướng thời trang.
Các video nói chung đã rất hữu ích trong việc quảng bá ngành công nghiệp thời trang. Điều này thể hiện rõ ràng không chỉ từ các chương trình truyền hình trực tiếp làm nổi bật ngành công nghiệp thời trang mà còn cả các bộ phim, sự kiện và video ca nhạc giới thiệu các tuyên bố thời trang cũng như quảng bá các thương hiệu cụ thể thông qua các vị trí sản phẩm.

### Những quảng cáo gây tranh cãi trong ngành thời trang

#### Phân biệt chủng tộc trong quảng cáo thời trang
Có một số quảng cáo thời trang bị cáo buộc phân biệt chủng tộc, dẫn đến bị khách hàng tẩy chay. Một vụ việc nổi tiếng toàn cầu xảy ra vào năm 2018 xoay quanh một trong những mẩu quảng cáo quần áo trẻ em của thương hiệu thời trang Thụy Điển H&M. Trong quảng cáo xuất hiện một đứa trẻ da đen mặc áo hoodie, chính giữa đề khẩu hiệu "con khỉ ngầu nhất trong rừng", khi được phát hành đã ngay lập tức gây tranh cãi và còn bị tẩy chay. Rất nhiều người, trong đó có những người nổi tiếng, đã bày tỏ sự bất bình đối với H&M trên mạng xã hội và từ chối hợp tác cũng như mua sản phẩm của hãng. H&M đã tuyên bố rằng "chúng tôi xin lỗi bất cứ ai đã cảm thấy bị xúc phạm bởi sự việc này", nhưng đã bị một số người coi là không chân thành. Một quảng cáo khác liên quan đến phân biệt chủng tộc là của GAP hợp tác với Ellen DeGeneres vào năm 2016. Quảng cáo ghi lại hình ảnh bốn cô gái trẻ vui tươi trong đó cô gái da trắng cao lớn đang tựa tay vào đầu một cô gái da đen thấp hơn. Khi được phát hành, một số người xem đã chỉ trích gay gắt rằng đây là phân biệt chủng tộc ngầm. Một người đại diện của tạp chí văn hóa da đen The Root nhận xét rằng quảng cáo thể hiện thông điệp rằng người da đen bị đánh giá thấp và là đạo cụ để người da trắng trông đẹp hơn. Có nhiều quan điểm khác nhau về vấn đề này, một số cho rằng mọi người đang quá nhạy cảm và một số khác cảm thấy bị xúc phạm. Dù tồn tại nhiều quan điểm và suy nghĩ khác nhau, GAP đã thay quảng cáo bằng hình ảnh khác và xin lỗi các nhà phê bình.

#### Phân biệt giới tính trong quảng cáo thời trang
Nhiều thương hiệu thời trang đã tung ra những quảng cáo quá khiêu khích và gợi cảm để thu hút sự chú ý của khách hàng. Jimmy Choo bị cho là có hành vi phân biệt giới tính trong quảng cáo có hình ảnh phụ nữ Anh đi bốt của thương hiệu này. Trong quảng cáo dài hai phút này, những người đàn ông huýt sáo về phía một cô người mẫu đang đi bộ trên phố, diện một chiếc đầm ngắn không tay màu đỏ. Quảng cáo này đã nhận được nhiều phản ứng dữ dội và chỉ trích của người xem vì quấy rối tình dục và hành vi sai trái là một vấn đề lớn trong thời gian này và thậm chí cho đến bây giờ. Nhiều người đã thể hiện sự thất vọng của họ qua các bài đăng trên mạng xã hội, khiến Jimmy Choo phải gỡ quảng cáo xuống khỏi các nền tảng mạng xã hội.
Thương hiệu Yves Saint Laurent của Pháp cũng phải đối mặt với vấn đề này vào năm 2017 khi đăng tải áp phích quảng cáo ở Paris. Một người mẫu nữ đang mặc một chiếc quần tất lưới cá với giày cao gót trượt patin, gần như nằm xuống với hai chân mở ra trước ống kính. Quảng cáo đã nhận được những bình luận gay gắt từ người xem và giám đốc tổ chức quảng cáo của Pháp vì đã đi ngược lại các quy tắc quảng cáo liên quan đến "tôn trọng sự đoan trang, nhân phẩm và những điều cấm phục tùng, bạo lực hoặc lệ thuộc, cũng như sử dụng khuôn mẫu." Thậm chí, họ còn cho rằng quảng cáo này đang gây "tổn hại tinh thần cho thanh thiếu niên". Nhiều bình luận mỉa mai đã được nêu ra trên mạng xã hội và tấm áp phích đã bị gỡ.

## Quan hệ công chúng và mạng xã hội

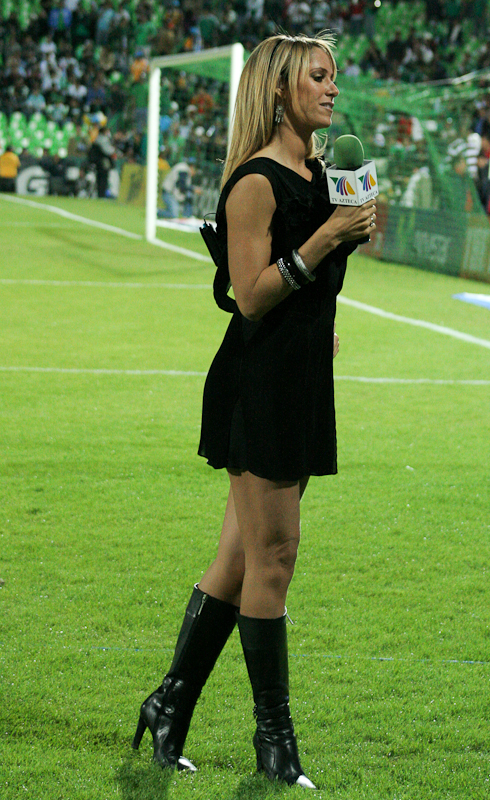
Một phóng viên thể thao Mexico mặc chiếc váy đen nhỏ và đôi bốt cao đến đầu gối

Quan hệ công chúng thời trang bao gồm việc tiếp xúc với khán giả của công ty và tạo mối quan hệ bền chặt với họ, tiếp cận với các phương tiện truyền thông và đưa ra những thông điệp thể hiện những hình ảnh tích cực về công ty. Phương tiện truyền thông xã hội đóng một vai trò quan trọng trong quan hệ công chúng thời trang hiện đại; cho phép người hành nghề tiếp cận nhiều đối tượng khách hàng thông qua các nền tảng khác nhau.
Xây dựng nhận thức và uy tín thương hiệu là một hàm ý quan trọng của quan hệ công chúng tốt. Trong một số trường hợp, do người hành nghề được tiếp xúc rộng rãi, người ta tạo ra sự cường điệu lớn về các bộ sưu tập mới của các nhà thiết kế trước khi chúng được tung ra thị trường. Các phương tiện truyền thông xã hội, chẳng hạn như blog, micro blog, podcast, các trang chia sẻ ảnh và video đều ngày càng trở nên quan trọng trong mảng quan hệ công chúng thời trang. Bản chất tương tác của các nền tảng này cho phép các học viên tham gia và giao tiếp với công chúng trong thời gian thực, đồng thời điều chỉnh thương hiệu hoặc thông điệp chiến dịch của khách hàng phù hợp với đối tượng mục tiêu. Với các nền tảng blog như Instagram, Tumblr, Wordpress và các trang chia sẻ khác, các blogger đã nổi lên như những nhà bình luận thời trang chuyên nghiệp, định hình thương hiệu và có tác động lớn đến những gì là 'xu hướng'. Những phụ nữ trong ngành quan hệ công chúng thời trang như Roxy Jacenko, nhà sáng lập PR Sweaty Betty và cô gái PR Erika Bearman của Oscar de la Renta, đã thu hút được lượng người theo dõi dồi dào trên các trang mạng xã hội của họ, bằng cách cung cấp danh tính thương hiệu và hậu trường xem xét các công ty mà họ Làm việc cho.
Truyền thông xã hội đang thay đổi cách các học viên truyền tải thông điệp, khi họ quan tâm đến truyền thông và cả việc xây dựng mối quan hệ với khách hàng. Những người thực hành PR phải cung cấp thông tin liên lạc hiệu quả giữa tất cả các nền tảng, để thu hút công chúng thời trang trong một ngành được kết nối xã hội thông qua mua sắm trực tuyến. Người tiêu dùng có khả năng chia sẻ việc mua hàng của họ trên các trang mạng xã hội cá nhân của họ (chẳng hạn như Facebook, Twitter, Instagram, v.v.), và nếu những người thực hành truyền tải thông điệp thương hiệu một cách hiệu quả và đáp ứng nhu cầu của công chúng, thì việc truyền miệng sẽ được tạo ra và có khả năng cung cấp phạm vi tiếp cận rộng rãi cho nhà thiết kế và sản phẩm của họ.

## Quan điểm nhân học

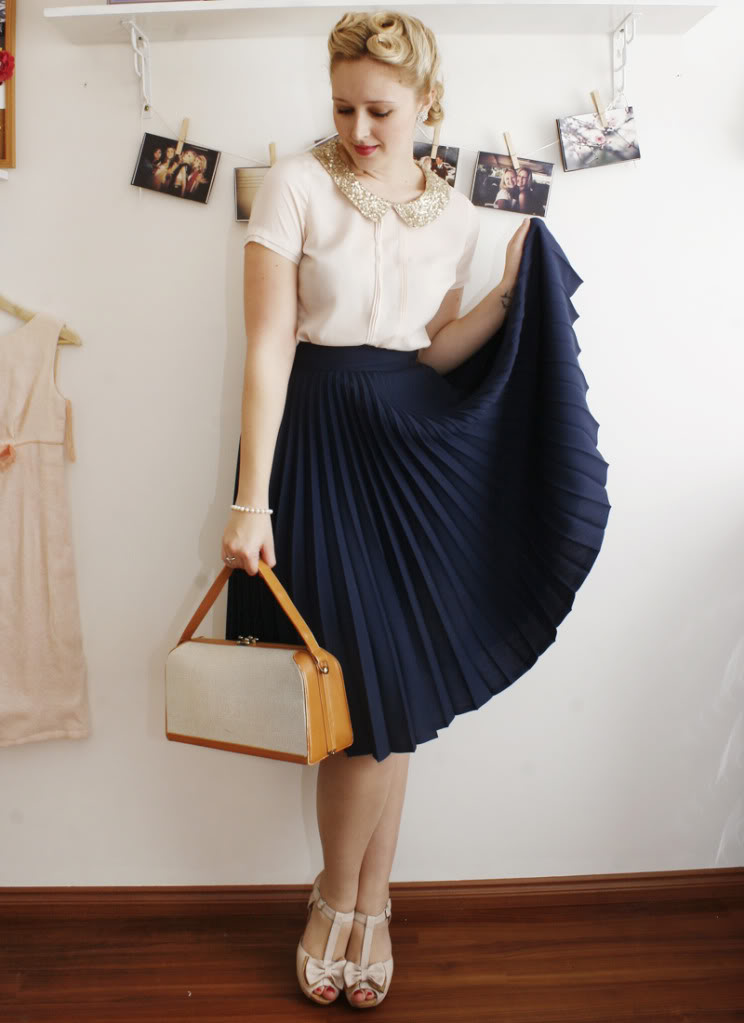
Thời trang cổ điển châu Âu

Nhân học, ngành học nghiên cứu về văn hóa và xã hội con người, nghiên cứu thời trang bằng cách đặt câu hỏi tại sao một số phong cách nhất định được coi là phù hợp với xã hội còn những phong cách khác thì không. Chọn ra một lối nhất định rồi toàn thể một nhóm người chỉ định nó là thời trang; thế thì nếu một phong cách này đã có ý nghĩa trong một tập hợp niềm tin thì phong cách đó sẽ trở thành thời trang. Theo Ted Polhemus và Lynn Procter, thời trang có thể được mô tả là trang sức, trong đó có hai loại: thời trang và phản thời trang. Thông qua việc vốn hóa và phổ biến hóa quần áo, phụ kiện và giày dép, v.v., những gì từng được coi là phản thời trang trở thành một phần của thời trang khi ranh giới giữa thời trang và phản thời trang bị xóa nhòa.
Định nghĩa về thời trang và phản thời trang như sau: Phản thời trang là cố định và ít thay đổi theo thời gian. Nhóm văn hóa hoặc xã hội gắn liền một cá nhân hoặc nơi cá nhân đó sống sẽ có các khái niệm thời trang phản cảm khác nhau, nhưng trong nhóm hoặc địa phương đó, phong cách thay đổi rất ít. Thời trang đối lập hoàn toàn với phản thời trang. Thời trang thay đổi rất nhanh và không liên kết với một nhóm hay một khu vực nào trên thế giới mà lan rộng ra khắp thế giới ở bất cứ đâu mọi người có thể giao tiếp dễ dàng với nhau. Ví dụ, áo đầm đăng quang năm 1953 của Nữ hoàng Elizabeth II là một ví dụ về phản thời trang vì nó truyền thống và không thay đổi qua các thời kỳ trong khi chiếc váy từ bộ sưu tập năm 1953 của nhà thiết kế Dior là thời trang vì kiểu dáng sẽ thay đổi theo từng mùa ra mắt, khi Dior ra một thiết kế mới để thế chỗ thiết kế cũ. Chiều dài, đường cắt, chất liệu vải và đường thêu bộ cánh của Dior thay đổi theo từng mùa. Phản thời trang quan tâm đến việc duy trì hiện trạng trong khi thời trang quan tâm đến tính di động xã hội. Trong phản thời trang thì thời gian thể hiện sự trường tồn còn trong thời trang thì thể hiện sự thay đổi. Thời trang có các chế độ trang điểm thay đổi trong khi phản thời trang có các chế độ trang điểm cố định. Phương thức trang điểm của người bản xứ và nông dân là một ví dụ về phản thời trang. Thay đổi trong thời trang là một phần của hệ thống lớn hơn và được cấu trúc để trở thành một sự thay đổi có chủ ý về phong cách.
Ngày nay, những người ở các nước giàu có được liên kết với những người ở các nước nghèo thông qua việc hàng hóa và tiêu thụ thứ được gọi là thời trang. Mọi người làm việc nhiều giờ ở một khu vực trên thế giới để sản xuất những thứ mà mọi người ở một khu vực khác trên thế giới nóng lòng tiêu thụ. Một ví dụ về điều này là chuỗi sản xuất và tiêu thụ giày Nike, được sản xuất ở Đài Loan và sau đó được mua ở Bắc Mỹ. Khi kết thúc sản xuất, có một tư tưởng xây dựng quốc gia chăm chỉ dẫn dắt mọi người sản xuất và lôi kéo mọi người tiêu dùng với một lượng lớn hàng hóa để dâng. Hàng hóa không còn là tiện dụng mà còn là thời trang, có thể là giày chạy bộ hoặc bộ quần áo mồ hôi.
Sự thay đổi từ phản thời trang sang thời trang do ảnh hưởng của nền văn minh tiêu dùng phương Tây có thể được nhìn thấy ở phía đông Indonesia. Hàng dệt ikat của khu vực Ngada, miền đông Indonesia đang thay đổi do quá trình hiện đại hóa và phát triển. Theo truyền thống, ở khu vực Ngada không có ý tưởng nào giống với ý tưởng thời trang của phương Tây, nhưng phản thời trang dưới hình thức vải dệt truyền thống và những cách trang điểm cho bản thân đã được phổ biến rộng rãi. Dệt may ở Indonesia đã đóng nhiều vai trò nhất định đối với người dân địa phương. Hàng dệt xác định cấp bậc và địa vị của một người; một số hàng dệt may được chỉ ra là một phần của giai cấp thống trị. Con người thể hiện bản sắc dân tộc và thứ bậc xã hội thông qua hàng dệt may. Bởi vì một số người Indonesia mua hàng dệt ikat để làm thực phẩm, hàng dệt may đã trở thành hàng hóa kinh tế, và vì một số họa tiết thiết kế dệt có ý nghĩa tôn giáo tâm linh, hàng dệt cũng là một cách để truyền đạt thông điệp tôn giáo.
Ở miền đông Indonesia, cả việc sản xuất và sử dụng hàng dệt truyền thống đã được chuyển đổi do việc sản xuất, sử dụng và giá trị liên quan đến hàng dệt đã thay đổi do quá trình hiện đại hóa. Trước đây, phụ nữ sản xuất hàng dệt để tiêu dùng trong gia đình hoặc để buôn bán với người khác. Ngày nay, điều này đã thay đổi vì hầu hết hàng dệt may không được sản xuất trong nước. Hàng hóa phương Tây được coi là hiện đại và được đánh giá cao hơn hàng hóa truyền thống, bao gồm cả xà rông, vốn vẫn có mối liên hệ lâu dài với chủ nghĩa thực dân. Bây giờ, xà rông chỉ được sử dụng cho các nghi lễ và các dịp lễ, trong khi quần áo phương Tây được mặc cho nhà thờ hoặc văn phòng chính phủ. Công chức làm việc ở thành thị thường phân biệt trang phục phương Tây và truyền thống hơn nông dân. Sau khi Indonesia giành độc lập khỏi Hà Lan, người dân bắt đầu mua áo sơ mi và xà rông của các nhà máy sản xuất ngày càng nhiều. Ở các khu vực sản xuất hàng dệt, việc trồng bông và sản xuất chỉ màu tự nhiên đã trở nên lỗi thời. Các họa tiết truyền thống trên vải dệt không còn được coi là tài sản của một tầng lớp xã hội hay lứa tuổi nhất định. 
Các bà vợ của các quan chức chính phủ đang khuyến khích việc sử dụng các loại vải dệt truyền thống dưới dạng trang phục của phương Tây như váy, áo vest và áo cánh. Xu hướng này cũng đang được dân chúng làm theo và bất cứ ai có đủ khả năng thuê một thợ may đều làm như vậy để ghép hàng dệt ikat truyền thống vào quần áo phương Tây. Như vậy, hàng dệt may truyền thống giờ đây đã trở thành hàng thời trang và không còn bó hẹp trong bảng màu đen, trắng và nâu mà có nhiều mảng màu. Vải dệt truyền thống cũng đang được sử dụng trong trang trí nội thất và làm túi xách, ví và các phụ kiện khác, được các công chức và gia đình họ coi là thời trang. Ngoài ra còn có sự bùng nổ thương mại du lịch ở thành phố Kupang, miền đông Indonesia, nơi khách du lịch quốc tế cũng như trong nước đều háo hức mua hàng hóa phương Tây in hình truyền thống. Việc sử dụng hàng dệt truyền thống cho thời trang đang trở thành ngành kinh doanh lớn ở miền đông Indonesia, nhưng những loại vải truyền thống này đang đánh mất dấu ấn bản sắc dân tộc và đang được sử dụng như một mặt hàng thời trang.

## Sở hữu trí tuệ

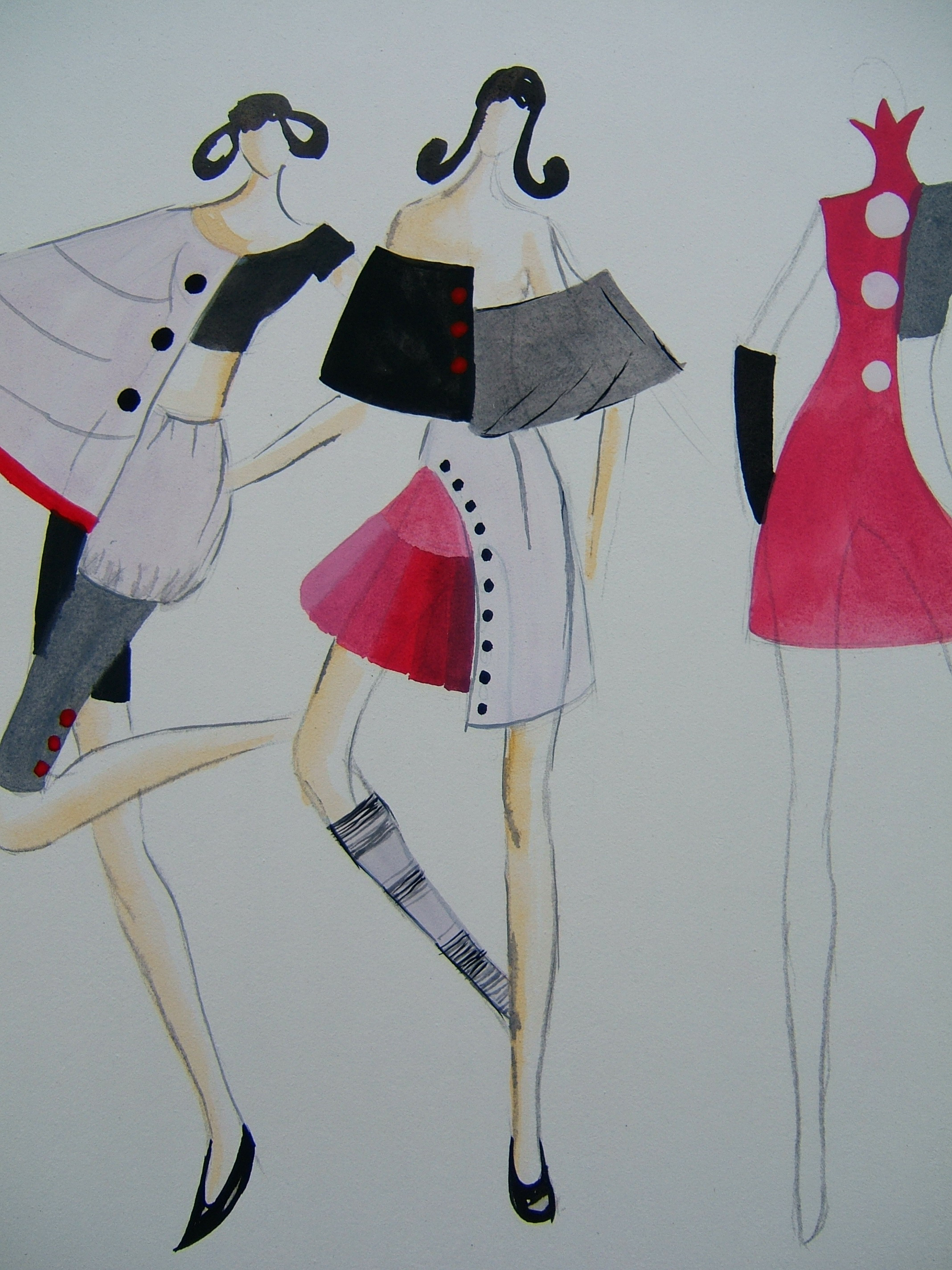
Một bản vẽ thiết kế thời trang

Trong ngành thời trang, quyền sở hữu trí tuệ không được thực thi như trong ngành điện ảnh và âm nhạc. Robert Glariston, một chuyên gia sở hữu trí tuệ, đã đề cập trong một hội thảo thời trang tổ chức tại LA rằng "Luật bản quyền liên quan đến quần áo là một vấn đề nóng hiện nay trong ngành. Chúng ta thường phải vạch ra ranh giới giữa việc các nhà thiết kế lấy cảm hứng từ một thiết kế và những người hoàn toàn ăn cắp nó ở những nơi khác nhau." Lấy cảm hứng từ thiết kế của người khác góp phần vào khả năng thiết lập xu hướng quần áo của ngành thời trang. Trong vài năm qua, WGSN đã trở thành nguồn cung cấp tin tức và dự báo thời trang thống trị trong việc khuyến khích các thương hiệu thời trang trên toàn thế giới lấy cảm hứng từ nhau. Một số người cho rằng việc lôi kéo người tiêu dùng mua quần áo bằng cách thiết lập các xu hướng mới là một thành phần quan trọng trong thành công của ngành. Theo quan điểm này, các quy tắc sở hữu trí tuệ can thiệp vào quá trình hình thành xu hướng này sẽ phản tác dụng. Mặt khác, người ta thường lập luận rằng việc các công ty lớn hơn hoặc các công ty thiết kế nhỏ hơn hoặc độc lập ăn cắp trắng trợn những ý tưởng mới, những thiết kế độc đáo và những chi tiết thiết kế thường góp phần vào sự thất bại của nhiều công ty thiết kế nhỏ hơn hoặc độc lập.
Vì hàng giả có thể phân biệt được bởi chất lượng kém hơn, nên vẫn có nhu cầu về hàng xa xỉ và vì chỉ có nhãn hiệu hoặc biểu tượng mới có thể được đăng ký bản quyền, nhiều thương hiệu thời trang coi đây là một trong những khía cạnh dễ thấy nhất của hàng may mặc hoặc phụ kiện. Đặc biệt, trong túi xách, thương hiệu của nhà thiết kế có thể được dệt vào vải (hoặc vải lót) mà từ đó tạo ra túi, làm cho thương hiệu trở thành yếu tố nội tại của túi.
Năm 2005, Tổ chức Sở hữu Trí tuệ Thế giới (WIPO) đã tổ chức một hội nghị kêu gọi thực thi quyền sở hữu trí tuệ chặt chẽ hơn trong ngành thời trang để bảo vệ tốt hơn các doanh nghiệp vừa và nhỏ và thúc đẩy khả năng cạnh tranh trong ngành dệt may.

## Hoạt động chính trị
Đã có nhiều tranh luận về vị trí của chính trị trong thời trang và theo truyền thống, ngành công nghiệp thời trang đã duy trì một lập trường khá phi chính trị. Xem xét môi trường chính trị của Hoa Kỳ trong những tháng xung quanh cuộc bầu cử tổng thống năm 2016, trong các tuần lễ thời trang năm 2017 ở London, Milan, New York, Paris và São Paulo cùng những người khác, nhiều nhà thiết kế đã nhân cơ hội thực hiện các quan điểm chính trị tận dụng nền tảng và ảnh hưởng của họ để tiếp cận quần chúng.
Với mục tiêu "khuếch đại thông điệp lớn hơn về sự thống nhất, hòa nhập, đa dạng và nữ quyền trong không gian thời trang", Mara Hoffman đã mời những người sáng lập của Women's March ở Washington khai mạc buổi trình diễn của cô với những hình bóng hiện đại của trang phục thực dụng, được các nhà phê bình mô tả là " Được tạo ra cho một chiến binh hiện đại "và" Quần áo cho những người vẫn còn việc phải làm". Prabal Gurung ra mắt bộ sưu tập áo phông của mình với các khẩu hiệu như "Tương lai là nữ", "Chúng ta sẽ không bị im lặng" và "Tuy nhiên cô ấy vẫn kiên trì", với số tiền thu được sẽ dành cho ACLU, Planned Parenthood và tổ chức từ thiện của chính Gurung, "Shikshya Foundation Nepal". Tương tự, The Business of Fashion đã phát động phong trào #TiedTogether trên Social Media, khuyến khích các thành viên trong ngành từ biên tập viên đến người mẫu, đeo khăn rằn trắng cổ vũ cho "sự thống nhất, đoàn kết và hòa nhập trong tuần lễ thời trang".
Thời trang có thể được sử dụng để quảng bá một mục đích nào đó, chẳng hạn như thúc đẩy hành vi lành mạnh, để gây quỹ chữa bệnh ung thư, hoặc quyên tiền cho các tổ chức từ thiện địa phương như Hiệp hội Bảo vệ Vị thành niên hoặc một nhà tế bần của trẻ em.
Một nguyên nhân thời trang là trashion, sử dụng rác để làm quần áo, đồ trang sức và các mặt hàng thời trang khác nhằm nâng cao nhận thức về ô nhiễm. Có một số nghệ sĩ trashion hiện đại như Marina DeBris, Ann Wizer, và Nancy Judd.